# Katowice (stacja kolejowa)
Katowice – największa stacja węzłowa i najważniejsza stacja kolejowa Katowic, położona w centralnej części miasta, w województwie śląskim, w Polsce. Powstała ona 3 października 1846 roku jako przelotowa stacja Kolei Górnośląskiej, która z biegiem czasu przekształciła się w jeden z największych i najważniejszych węzłów kolejowych w Polsce, z którego główne linie odchodzą w czterech kierunkach, tj. do Warszawy Centralnej, Legnicy, Oświęcimia i Zwardonia. Odjeżdżają z niej pociągi wszystkich kategorii, w tym Twoich Linii Kolejowych, InterCity, Express InterCity i Express InterCity Premium, a także pociągi międzynarodowe. Stacja przynależy do Zakładu Linii Kolejowych PKP Polskich Linii Kolejowych w Sosnowcu. W 2022 roku stacja obsługiwała średnio 44,8 tys. pasażerów na dobę, co dawało jej 4. miejsce w Polsce.
Znajdujący się na stacji główny dworzec im. Konstantego Wolnego położony w Śródmieściu, oddany do użytku 29 października 2012 roku, jest jednym z największych i najważniejszych tego typu obiektów w Polsce i według klasyfikacji PKP ma najwyższą kategorię Premium. Jest on obiektem wielofunkcyjnym, składającym się z licznych placówek usługowych, powiązanym komunikacyjnie z publicznym transportem miejskim oraz indywidualnym, a także z powstałą wraz z nim Galerią Katowicką.

## Historia

### Powstanie i rozbudowa stacji do XX wieku

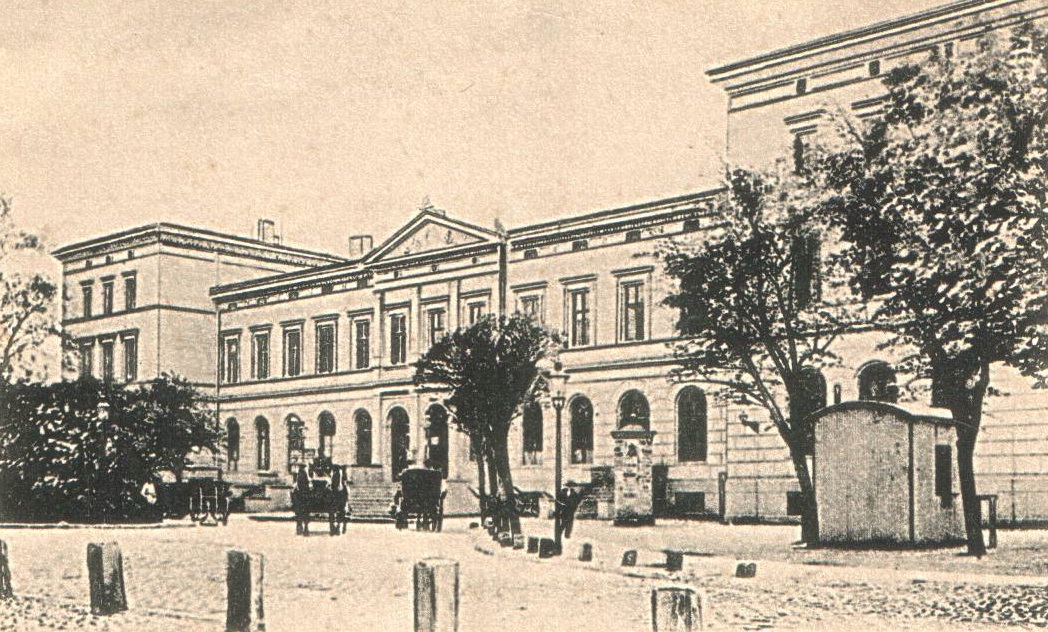
Budynek dworca położony przy obecnej ul. Dworcowej w 1859 roku (przed rozbudową)

Powstanie stacji w Katowicach wiązało się z rozwojem przemysłu na terenie Górnego Śląska od połowy XVIII wieku, kiedy to rządy nad regionem przejęło Królestwo Prus w wyniku zwycięskiej wojny z państwem Habsburgów. Brakowało natomiast dobrych dróg transportowych, w tym niedostateczna była sieć rzek żeglownych. Na początku XIX wieku wraz z pojawieniem się transportu kolejowego powstały pierwsze inicjatywy połączenia regionu z Wrocławiem, które pierwotnie omijały Katowice. W 1836 roku radca F.T. Krause przedstawił projekt połączenia Górnego Śląska z Wrocławiem i dalej do Berlina lub Drezna. Na Górnym Śląsku przebieg linii wytyczono przez miasta: Gliwice, Zabrze, Świętochłowice i Mysłowice. Rok później utworzono Spółkę Akcyjną Kolei Górnośląskiej. W tym samym roku prowadzono prace geodezyjne na odcinku Siemianowice – Roździeń – Nowy Bieruń, lecz później ten przebieg został zmieniony, prawdopodobnie wskutek starań Franza von Wincklera, który przeniósł do Katowic zarząd swoich dóbr. 5 kwietnia 1841 roku powołano Towarzystwo Kolei Górnośląskiej. Linię Wrocław – Mysłowice oddawano do użytku etapami, z czego odcinek Świętochłowice – Katowice – Mysłowice 3 października 1846 roku.
Stacja Katowice powstała wówczas w szczerym polu, w połowie długości między wsiami Dąb i Szopienice. Pierwszy budynek dworca był prymitywnym obiektem z muru pruskiego. Stał on na obszarze obecnego dworca, a rozebrano go jeszcze w XIX w. Dzięki lokalizacji tej stacji nastąpił szybki rozwój Katowic, a także zaczęły powstawać nowe zakłady przemysłowe .
Kolej Górnośląska 1 grudnia 1852 roku uruchomiła linię łączącą Katowice z Murckami przez Ligotę. Linia ta prowadziła do jednej z najstarszych kopalni węgla kamiennego na Górnym Śląsku, tj. Emanuelssegen (Murcki) i była dzierżawiona przez Kolej Wilhelma. Sama zaś stacja stała się węzłem kolejowym. Kolej Wilhelma w późniejszym okresie linię tę przedłużyła z Nędzy do Ligoty. W wyniku porozumienia Kolei Górnośląskiej i Kolei Warszawsko-Wiedeńskiej w czerwcu 1858 roku rozpoczęto budowę łącznika między Ząbkowicami a Szopienicami. Uroczyste otwarcie linii Katowice – Ząbkowice odbyło się 24 sierpnia 1859 roku, a dwa dni później linię przekazano do użytku publicznego. Odcinek ten pozwolił uniknąć kłopotliwej zmiany kierunku jazdy oraz ominąć teren Cesarstwa Austriackiego dla pociągów jadących w kierunku Warszawy . Wraz z budową powyższego odcinka powstał nowy budynek dworca, stanowiący obecnie część starego dworca. Zbudowano także halę odpraw celnych i parowozownię wraz ze stacją wodną (okolice obecnej wieży ciśnień).
Z czasem dobudowano lokalne łącznice z głównej stacji. Są to:
- Katowice – Wełnowiec (otwarta 1 grudnia 1859 roku);
- Katowice – Ferdinandgrube (kopalnia Katowice; otwarta 1864 roku);
- Katowice – Huta Baildon (1869 rok).

Dzięki uzyskaniu połączenia w głąb Prus oraz z Cesarstwem Austrii i Królestwem Polskim Katowice stały się ważnym nadgranicznym węzłem kolejowym dla ruchu towarowego we wszystkich kierunkach. W połowie XIX w. udział katowickiego węzła w obrocie towarowym wynosił: 30% eksportowanego węgla, 70% żelaza oraz 60% cynku. Przez stację przejeżdżały również transporty zboża przeznaczonego dla Górnego Śląska.
Stacja w 1870 roku była drugą (po Wrocławiu) największą stacją Kolei Górnośląskiej pod względem liczby podróżnych. W 1855 roku ze stacji w pociągach Kolei Górnośląskiej odjeżdżało 6988 osób (średnio 19,14 pasażerów dziennie), w 1860 roku w klasie I-III 36 356 pasażerów, a w klasie IV 7764 podróżnych (średnio 121,47 osób dziennie), natomiast w 1870 roku odpowiednio 81 716 i 70 399 osób (średnio 419,96 pasażerów dziennie). Z pociągów Kolei Wilhelma odpowiednio w I-III i IV klasie w 1860 roku korzystało 11 737 i 7084 pasażerów, w 1865 roku 7527 i 27 560 pasażerów, a w 1870 roku 10 089 i 35 222 osób. W pociągach Kolei Warszawsko-Wiedeńskiej kursowało w 1860 roku 37 581, w 1865 roku 35 164, a w 1870 roku 44 866 osób. Łącznie, w 1870 roku średnio ze stacji korzystało 1250 osób dziennie. Pod względem ruchu towarowego głównym towarem przewożonym w II połowie XIX w. były produkty przemysłu górniczego i hutniczego. W 1870 roku na liniach Kolei Górnośląskiej ze stacji wywieziono 1 425 745 cetnarów towarów, a na linii Kolei Wilhelma 835 855 cetnarów. Zarówno wielkość ruchu pasażerskiego, jak i towarowego oraz znaczenie stacji w systemie komunikacji kolejowej Górnego Śląska stanowił jeden z czynników miastotwórczych Katowic, które w 1865 uzyskały prawa miejskie.

### Przebudowa dworca i okres do lat 60. XX wieku

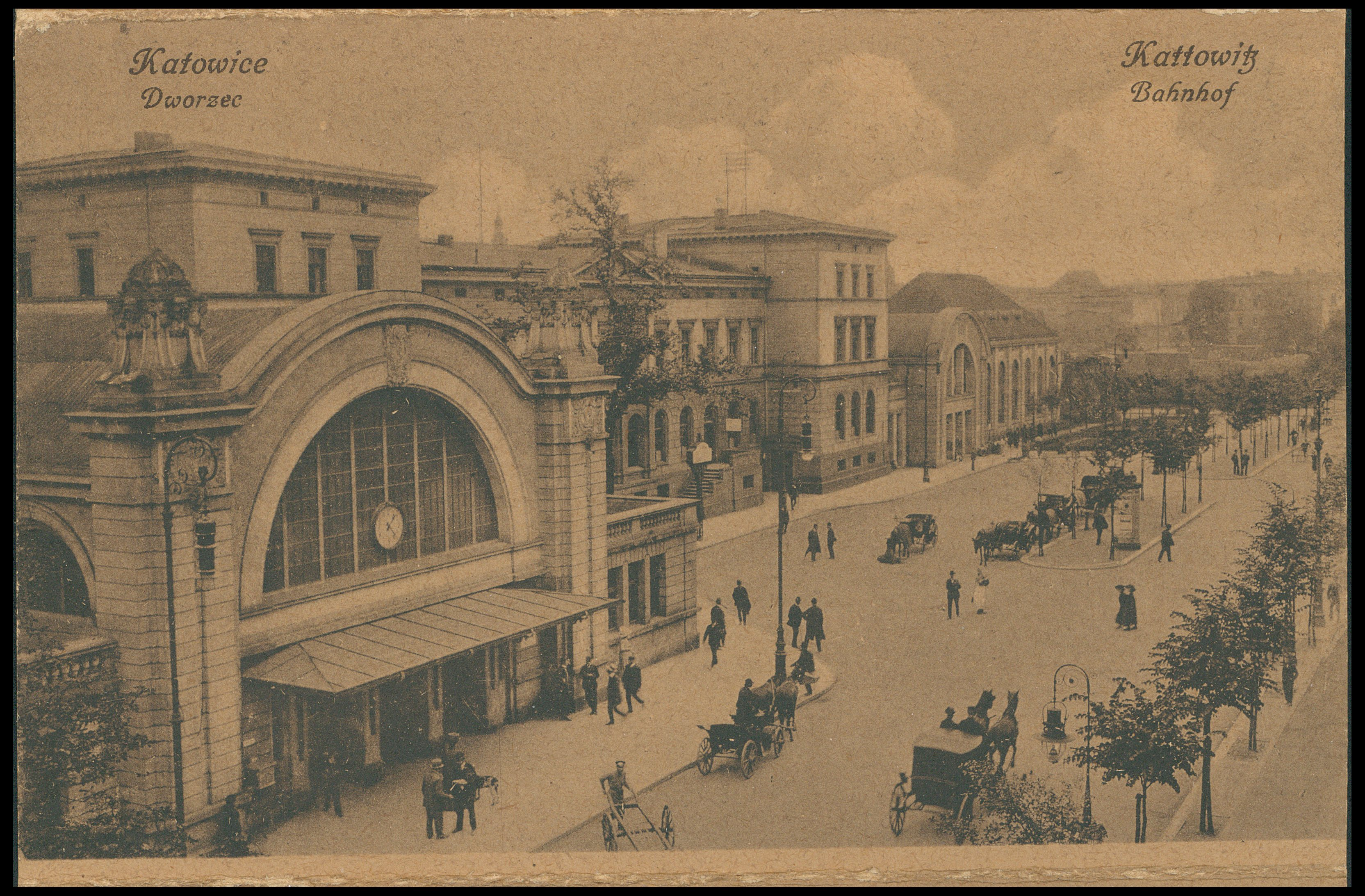
Dworzec przed 1920 rokiem

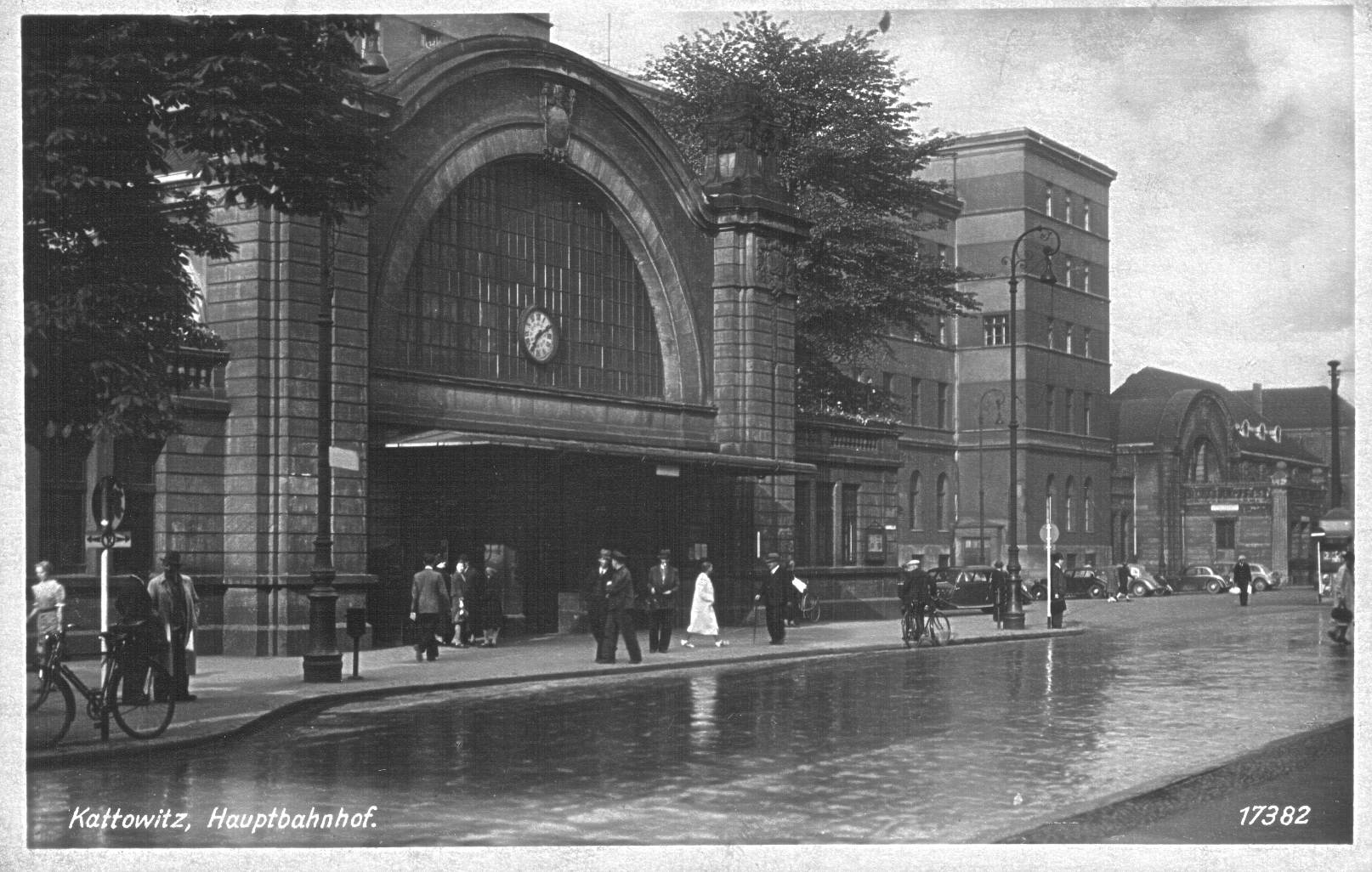
Stary dworzec kolejowy w okresie II wojny światowej

Stały rozwój miasta wymagał dalszej rozbudowy stacji, co uniemożliwiała powstała od momentu powstania stacji zabudowa miejska. W tym celu stację rozdzielono na pasażerską (na wysokości dworca przy ulicy Dworcowej) i towarową (na wysokości obecnego dworca). Wybudowano również nową, istniejącą do dziś parowozownię wachlarzową . W latach 1906–1908 rozbudowano istniejący budynek dworcowy w stylu modernizmu historycznego. Główny gmach pełnił funkcje administracyjne, a podróżni byli obsługiwani w dwóch bocznych halach. Stacja miała wówczas 7 peronów, z czego wejście na perony 6. i 7. odbywało się od strony ulicy T. Kościuszki, a pozostałe miały przejścia podziemne .
W latach międzywojennych, po przyłączeniu Katowic do Polski, stacja nadal odgrywała ważną rolę w systemie komunikacji kolejowej. W 1929 roku sprzedano 5 407 313 biletów na pociągi pasażerskie oraz wwieziono i wywieziono 1 091 382 ton węgla i 1 120 423 ton innych towarów.
We wrześniu 1939, w wyniku ataku Niemiec na Polskę i zajęciu Katowic, stacja przeszła w zarząd niemiecki. W 1945 roku wycofujące się wojska niemieckie wysadziły wieżę ciśnień na stacji. Kolejną, nadal istniejącą, ukończono w 1951 roku. W latach 50. XX w. ze stacji odprawiono pierwsze pociągi elektryczne. Linię Gliwice – Katowice – Sosnowiec Główny zelektryfikowano 1 czerwca 1957 roku. Elektryfikacja pozwoliła na przyspieszenie pociągów na trasie Katowice–Warszawa: czas przejazdu pociągów spadł poniżej czterech godzin. W latach 60. ekspres Górnik pokonywał trasę pomiędzy Katowicami a Warszawą w 3 godziny 27 minut (prędkość handlowa wynosiła wówczas 92,2 km/h).

### Przebudowa stacji i budowa brutalistycznego dworca (lata 70. XX wieku)

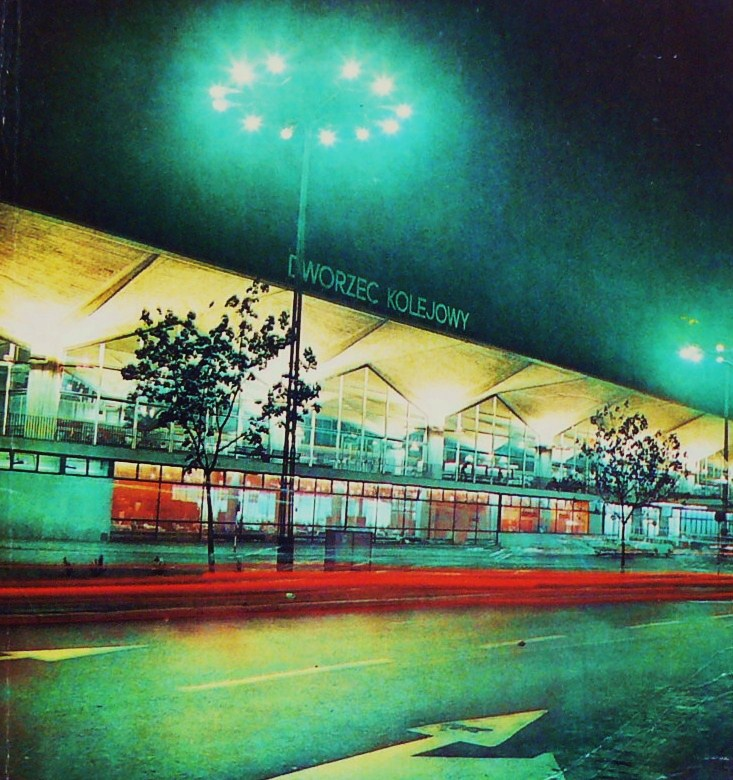
Brutalistyczny dworzec w 1973 roku

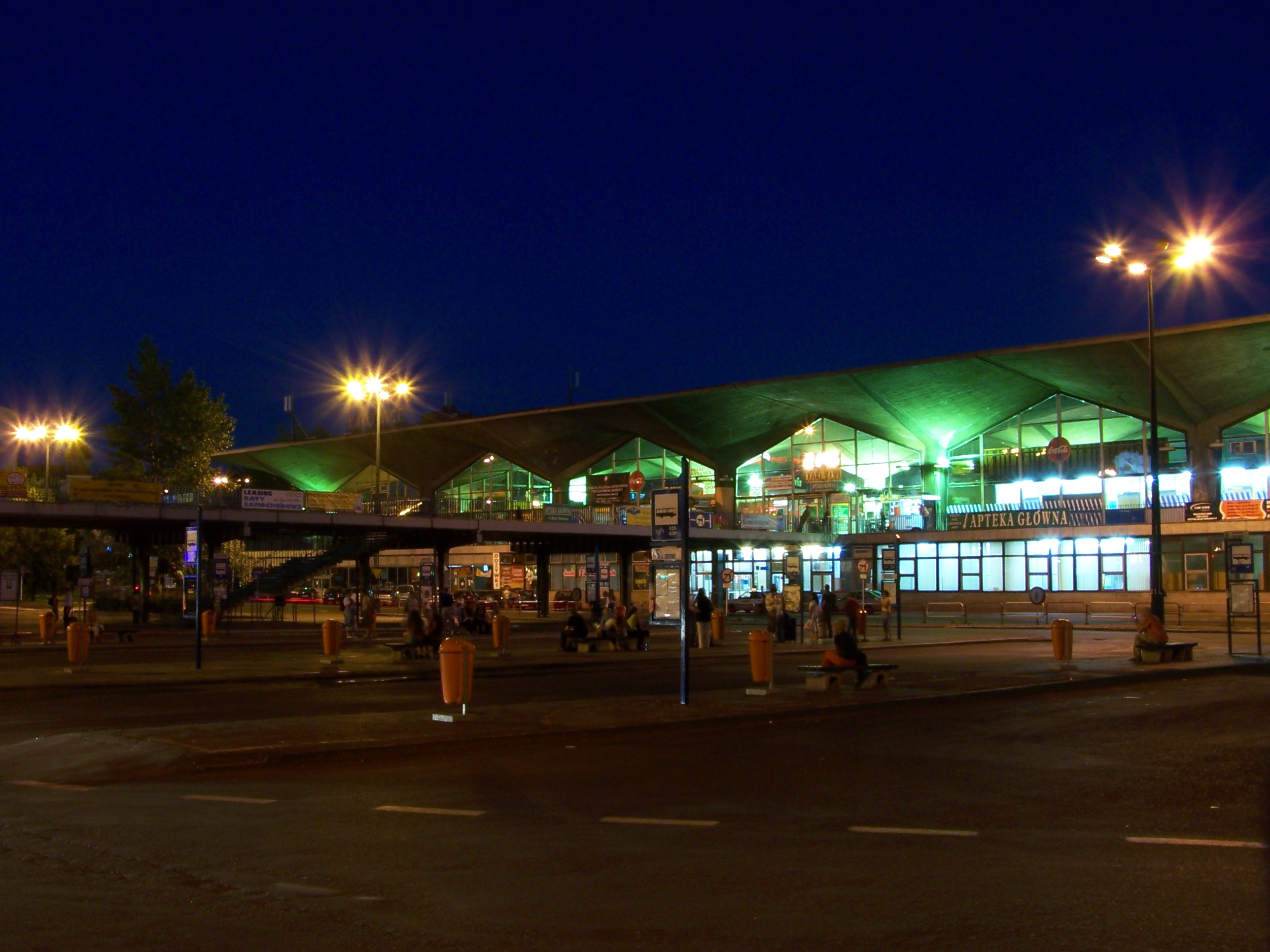
Katowicki dworzec w 2006 roku

Decyzja o budowie w Katowicach nowego dworca zapadła w połowie lat 50. XX wieku, gdy stary dworzec znajdujący się przy ulicy Dworcowej okazał się za mały dla dużego miasta – tylko część budynku była użytkowana w ruchu pasażerskim, według wyliczeń jednocześnie w obiekcie mogło znajdować się maksymalnie 1,5 tys. osób. Oprócz małej przestrzeni na dworcu problemem było też to, że tylko jeden peron był w stanie przyjmować długie pociągi – same perony i przejścia podziemne stały się zbyt wąskie, natomiast układ torowy poważnie spowalniał przejeżdżające pociągi. Początkowo planowano wzniesienie nowego obiektu w innym miejscu, gdyż rozbudowa wymagałaby zarówno wyburzenia kamienic wzdłuż ulicy Wojewódzkiej, jak i też nie byłoby miejsca na przyszły dworzec autobusowy. Zaproponowano dwa rozwiązania: wybudowanie nowego obiektu na zachód od istniejącego dworca bądź zmiana całego układu kolejowego w celu lokalizacji nowego dworca w północnej części śródmieścia, w pobliżu huty „Baildon”. Druga opcja, pozwalająca m.in. na lepsze skomunikowanie kolei z komunikacją miejską, została odrzucona ze względu na zbyt wysokie koszty i długi okres realizacji. W październiku 1955 roku zdecydowano o budowie nowego obiektu na terenie dworca towarowego, którego to funkcję zaczęła pełnić stacja Katowice Muchowiec, położona na południe od centrum Katowic .
Na początku 1956 roku projekt przebudowy stacji był gotowy. Zakładał on rozbicie prac na część torową i budowlaną. Wielkość wyburzeń oceniono na 190 000 m³, a łączny koszt budowy stacji wyceniono na 167 000 tys. zł. Pierwsze dwa perony oddano do użytku w 1958 roku (peron 11 i 12; obecnie 1 i 2). Powstał też tymczasowy pawilon od strony ulicy Stawowej. W czerwcu 1964 roku oddano do użytku zachodnie przejście podziemne, a także pawilon od strony placu Oddziałów Młodzieży Powstańczej. Rok później otwarto peron 13 (obecnie peron 3), a w 1968 roku peron 14 (4) i pawilon od strony ulicy T. Kościuszki. Pod tym peronem znajdowała się hala z poczekalnią i dodatkowymi kasami biletowymi .
W tym samym czasie, w 1959 roku został rozstrzygnięty konkurs SARP na nowy budynek dworca kolejowego, a w ocenie jury praca zespołu „Tygrysów”, w skład którego wchodzili: Wacław Kłyszewski, Jerzy Mokrzyński i Eugeniusz Wierzbicki, została określona jako „wybitnie wyróżniająca się spośród innych opracowań...”. Najwcześniej, bo w 1964 roku powstał pawilon od strony placu Andrzeja. Pod konstrukcję głównego gmachu zburzony został kwartał budynków w rejonie ulic: 3 Maja, Młyńskiej i Stawowej zabudowany eklektycznymi kamienicami. Budowę całego dworca wraz z peronami i przejściami podziemnymi ukończono w 1972 roku.

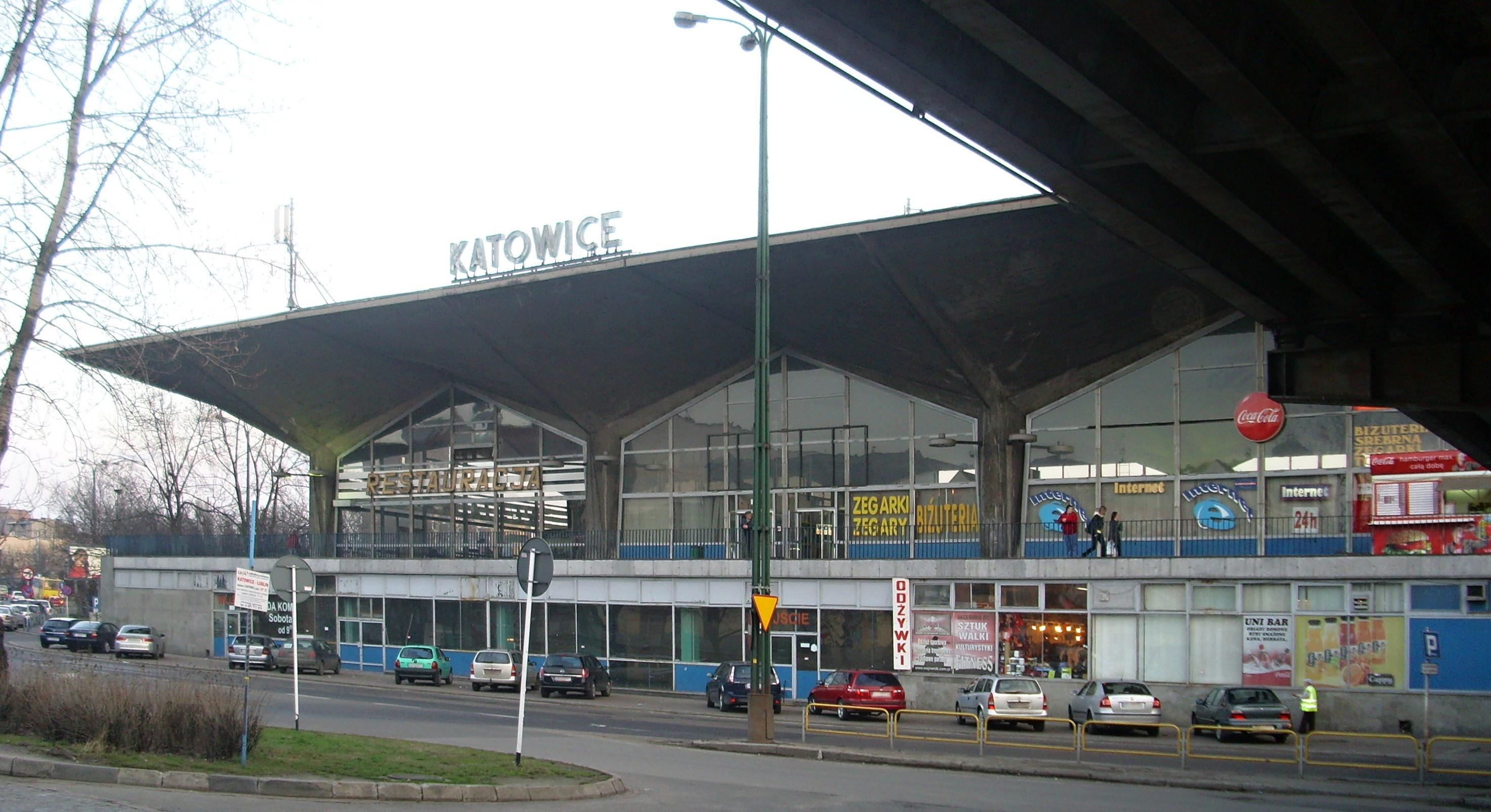
Dworzec przed rozpoczęciem prac wyburzeniowych

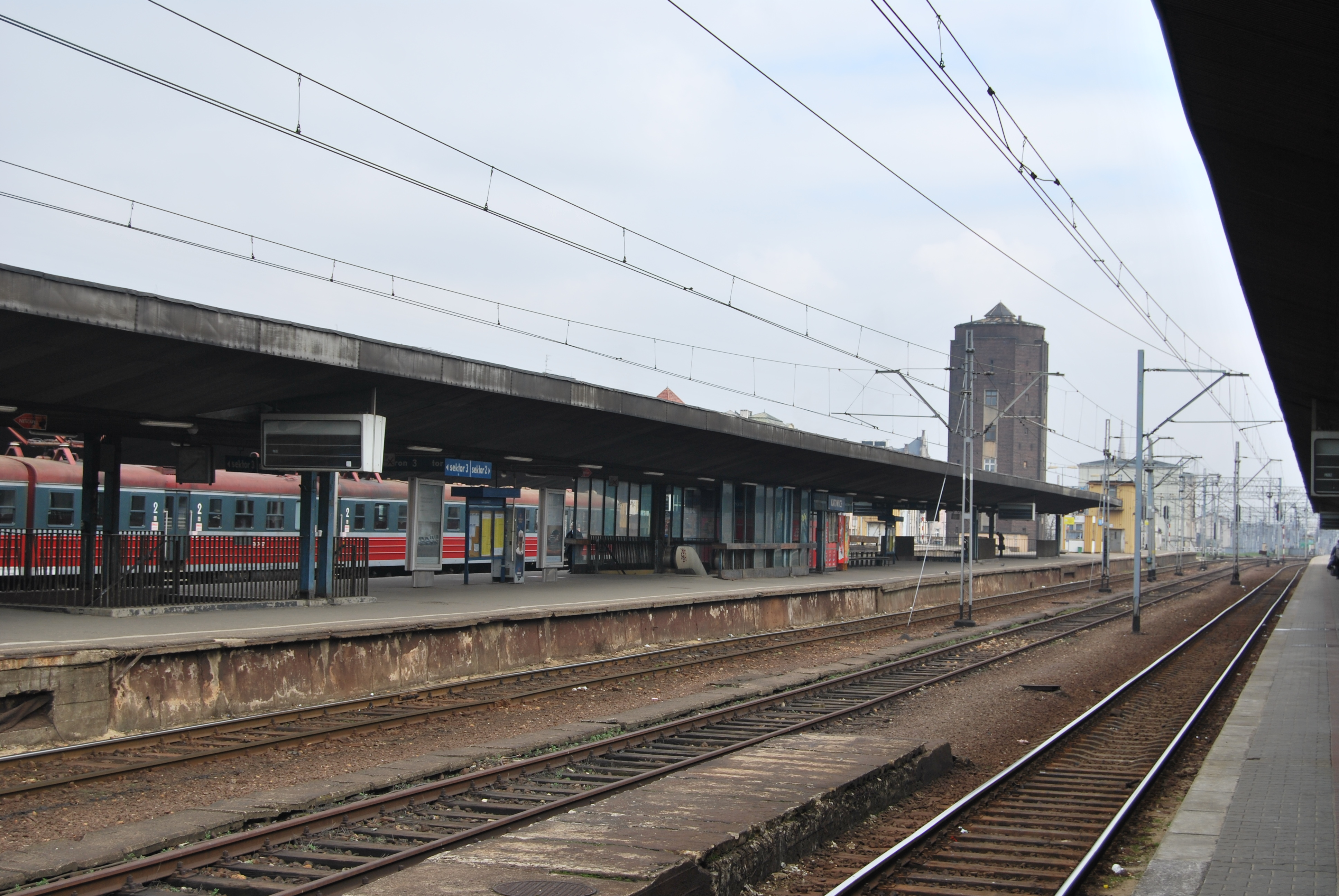
Torowisko między peronami 3 i 4 na stacji (przed modernizacją)

Budynek uchodził za najlepszy w Polsce przykład nurtu w architekturze zwanego brutalizmem. Architekci przy konstrukcji wykorzystali bardzo efektowne ówcześnie formy wielkich betonowych kielichów, które podtrzymywały strop górnej hali. Ich zastosowanie wynikało z górniczych ekspertyz. Budynek był dwukondygnacyjny i miał 140 m długości oraz 53 m szerokości. Kubatura obiektu wynosiła 76 314 m³, natomiast pojemność pomieszczeń obliczono na 25 tys. osób. Pomiędzy kondygnacjami, na wysokości istniejących tuneli dla podróżnych, wprowadzono równoległy do torów pasaż, w którym łączyły się obydwie kondygnacje dworca (w tym poprzez ruchome schody) oraz trzy przejścia na perony. Był on wyposażony w różnego rodzaju punkty usługowe. W dolnej kondygnacji znajdowały się: kasa, restauracja, bar, toalety, biuro rzeczy znalezionych, przechowalnia bagażu oraz hotel dzienny połączony z poczekalnią na piętrze. W górnej kondygnacji prócz dużej poczekalni i kas biletowych znajdowały się m.in.: kawiarnia, kioski, placówka pocztowa, pomieszczenia biurowe oraz biura informacji. Taki układ obiektów był przewidziany ze względu na separację osób udających się na stację pieszo, bez bagażu (górna kondygnacja) oraz tych, którzy dojeżdżali i transportowali bagaż samochodami (parter). Przy stacji mieścił się dworzec autobusowy obsługujący całą konurbację górnośląską, natomiast w okolicy zlokalizowany był międzynarodowy dworzec autobusowy .
Dwa lata po otwarcia nowego dworca, w 1974 roku ze stacji skorzystało 200 milionów pasażerów, co dało wzrost o ponad 220% w porównaniu z 1947 rokiem, kiedy to liczba pasażerów korzystających ze stacji wynosiła 89 mln. W 1974 roku w strukturze przewozów pasażerskich dominowały dojazdy do szkół i pracy, które stanowiły 71% ogółu pasażerów.
Początkowo dworzec był reprezentacyjnym miejscem miasta, jednak nieremontowany oraz uzupełniony o przypadkowe elementy we wnętrzu hallu stracił swój pierwotny blask. Kapitalny remont pierwotnie zaplanowano na rok 2008, lecz powstały też plany zburzenia budynku dworca i zbudowania na jego miejscu nowego obiektu. Pomysł ten podzielił zarówno architektów, jak i też mieszkańców miasta. Krytycy budowli uważali, że była ona niefunkcjonalna, źle wkomponowana w otoczenie i przytłacza okoliczną dziewiętnastowieczną zabudowę. Ostatecznie podjęto decyzję o rozbiórce hali, która rozpoczęła się w 2010 roku. Ostatni, szesnasty kielich dworca wyburzono 11 stycznia 2011 roku.

### Budowa kompleksu komunikacyjno-handlowego (druga dekada XXI wieku)

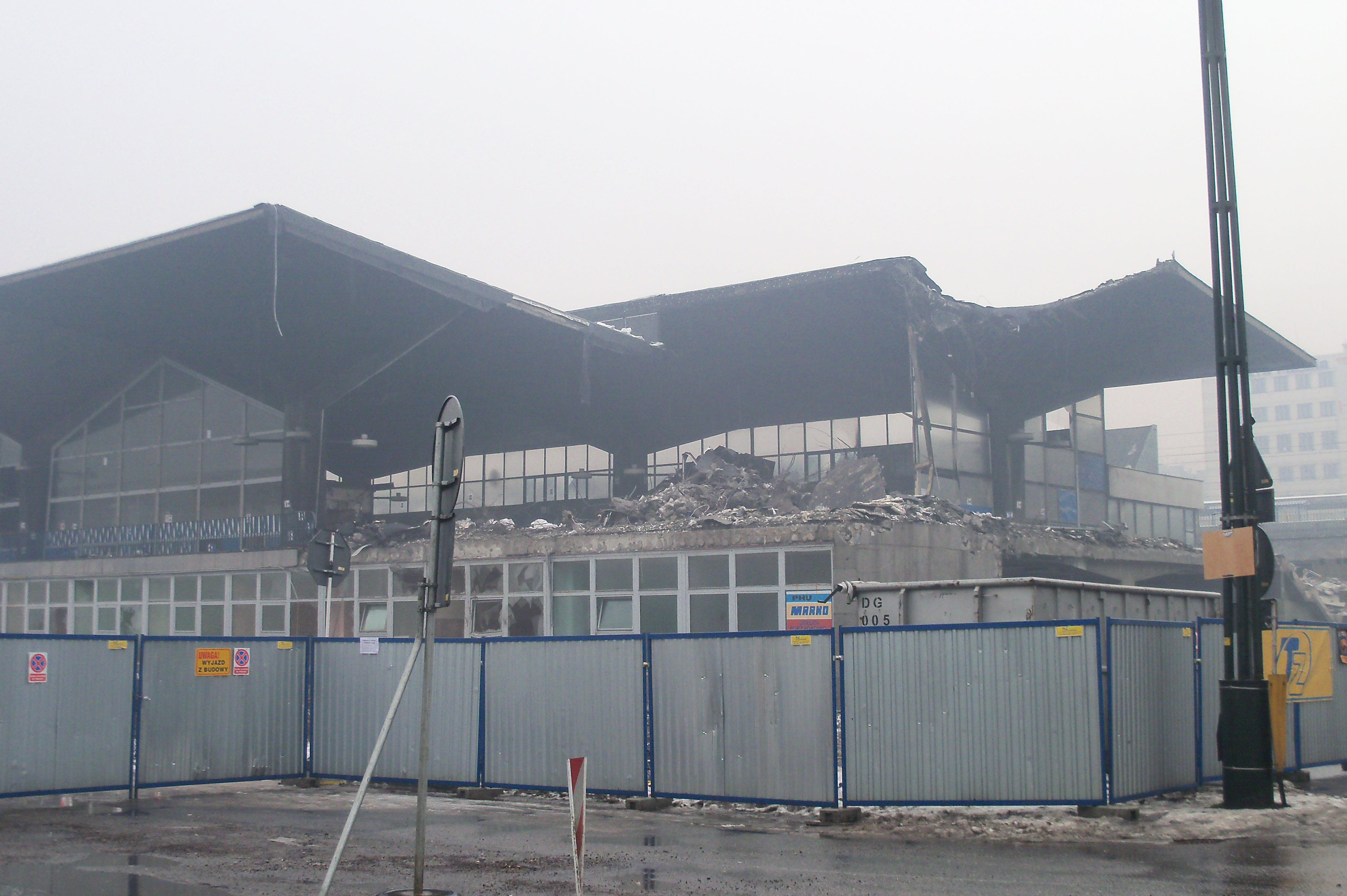
Dworzec w trakcie rozbiórki (grudzień 2010 roku)

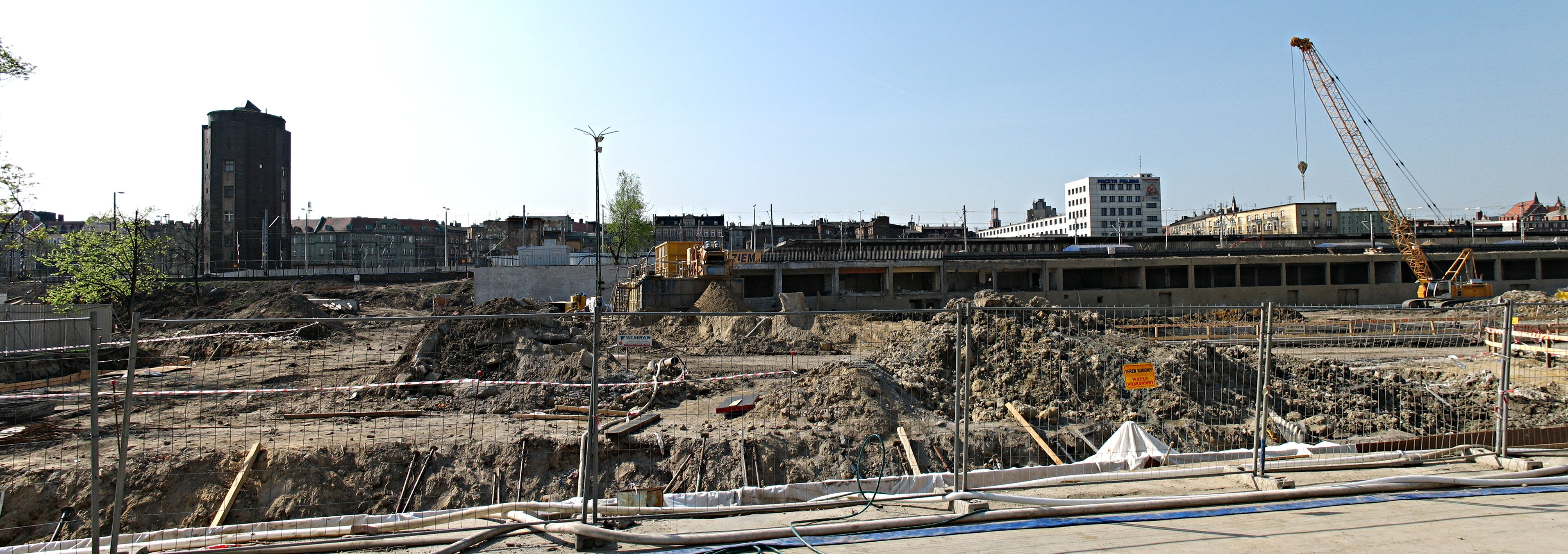
Rejon ówczesnego placu W. Szewczyka w kwietniu 2011 roku

Ze względu na uzyskanie przez Polskę i Ukrainę prawa do organizacji Mistrzostw Europy w Piłce Nożnej w 2012 spółka PKP postanowiła zmodernizować najważniejsze dworce w Polsce, w tym katowicki obiekt, którego przebudowa miała się odbyć w formie partnerstwa publiczno-prywatnego, gdyż wraz z budynkiem dworca planowano przekształcić tereny wokół obiektu. Dnia 10 lipca 2007 roku PKP ogłosiła zaproszenie do rokowań w sprawie przebudowy obiektu, do którego zgłosiło się 16 przedsiębiorstw deweloperskich. Spośród nich wybrano przedsiębiorstwo NEINVER, z którym PKP uroczyście podpisała umowę 23 lipca 2009 roku. Projekt ten zakładał wybudowanie przez spółkę NEINVER nowoczesnego kompleksu handlowo-komunikacyjnego, w którym znaleźć się miał: nowy dworzec kolejowy, terminal autobusowy, centrum handlowe, oraz ośrodek biurowy. Dodatkowo przedsiębiorstwo miało przy współudziale miasta opracować plan przebudowy infrastruktury drogowej oraz reorganizację i uporządkowanie przestrzeni miejskiej w okolicy dworca.
Przebudowa dworca w Katowicach została rozpoczęta w maju 2010 roku. Prace ruszyły w sierpniu tego samego roku. Do końca września 2010 roku przekształcono południowy pawilon na dworzec tymczasowy, który zaczął obsługiwać pasażerów 1 października tego samego roku. Nieczynna była hala dworcowa i stopniowo kolejne perony, które objęto modernizacją wraz z budową nowego dworca. Wyburzanie hali dworcowej rozpoczęto 22 grudnia 2010 roku. Rozbiórkę hali ukończono 11 stycznia 2011 roku, kiedy to został rozebrany ostatni kielich, natomiast 16 marca 2011 roku zakończono rozbiórkę fundamentów konstrukcji dworca. Dnia 31 maja 2011 roku wmurowano kamień węgielny pod budowę nowego dworca i Galerii Katowickiej. W dniu 29 października 2012 roku została oddana do użytku nowa hala dworca, a 2 lutego 2013 roku podziemny terminal dla autobusów miejskiego transportu zbiorowego. Dnia 18 września 2013 roku otwarto, stanowiącą z budynkiem dworca jeden kompleks architektoniczny, Galerię Katowicką. Wraz z nią powstał także podziemny parking, który mieści około 1200 samochodów.

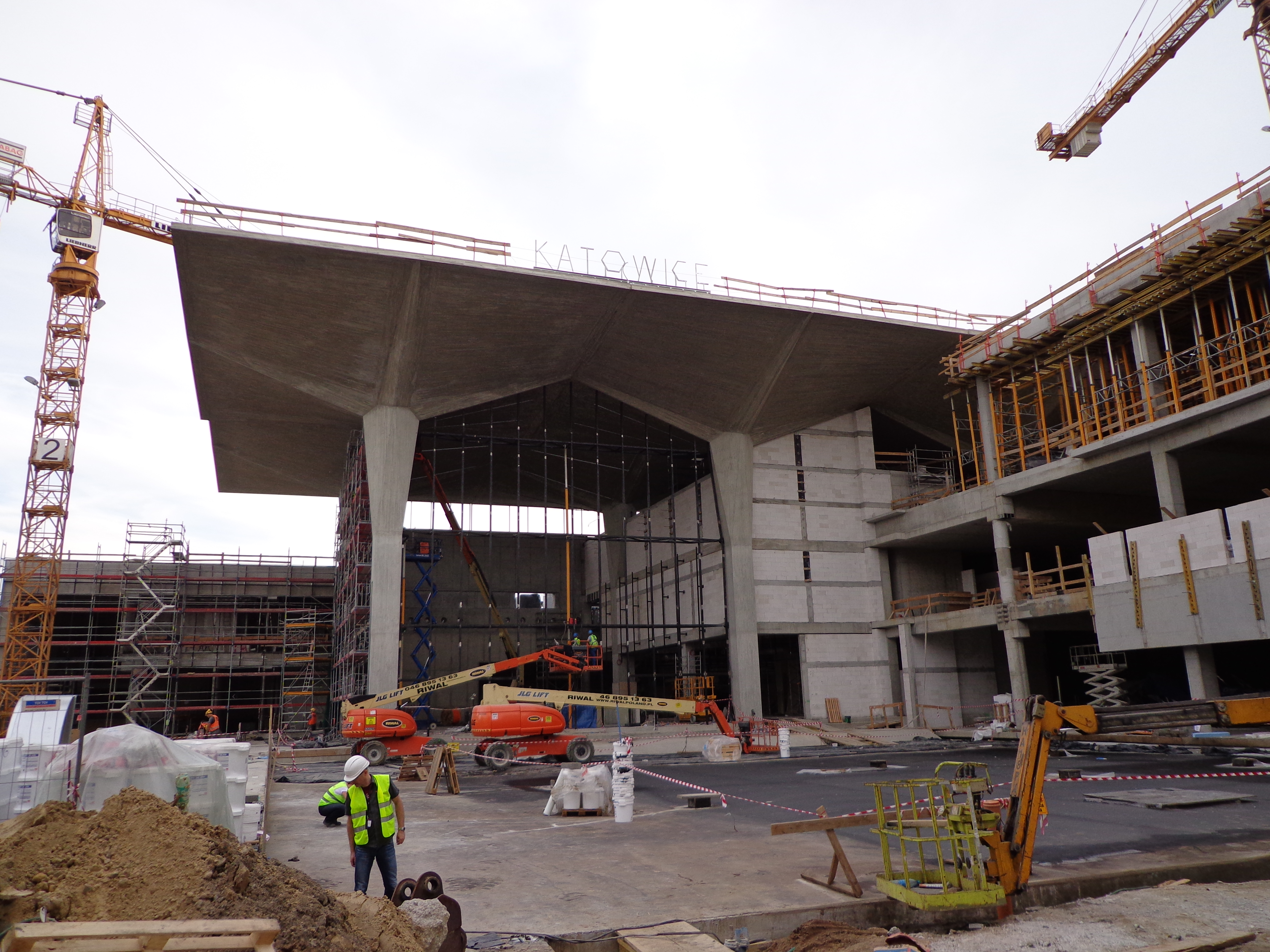
Nowy dworzec w trakcie budowy w 2012 roku

Wraz z budową nowego dworca PKP Polskie Linie Kolejowe wykonały przebudowę infrastruktury stacji służącej do obsługi podróżnych. Prace rozpoczęły się w połowie października 2010 roku i polegały one na przebudowie peronów 1, 2, 3 i 4 (rozbiórka starych peronów i budowa nowych, a także instalacja elementów małej architektury), zadaszenia (wyburzenie starego i postawienie nowego w formie zakrytej hali peronowej z przezroczystymi elementami), układu torowego (przebudowa około 4 km toru pojedynczego), sieci trakcyjnej (prawie 6 km), urządzeń sterowania ruchem kolejowym, tuneli podziemnych (wymiana posadzki oraz renowacja ścian i sufitów) i instalacji infrastruktury dla osób niepełnosprawnych. Modernizację stacji ukończono 31 sierpnia 2013 roku, a łączny koszt wynosił ponad 70 mln złotych. Przebudowa infrastruktury stacji Katowice w obrębie peronu 2, 3, 4 w ramach programu inwestycyjnego „Modernizacja układu torowego na liniach nr 1, 137, 139 i infrastruktury służącej do obsługi podróżnych w obrębie stacji Katowice Osobowa” została 17 czerwca 2014 roku nagrodzona Nagrodą II Stopnia w Konkursie Budowa Roku 2013, organizowanym przez Polski Związek Inżynierów i Techników Budownictwa, Ministerstwo Infrastruktury i Rozwoju i Główny Urząd Nadzoru Budowlanego. Prace budowlane wykonało Przedsiębiorstwo Robót Komunikacyjnych w Krakowie (obecnie ZUE).
9 listopada 2018 roku przed dworcem uruchomiona została stacja ładowania samochodów elektrycznych. W dniu 15 lipca 2021 roku przed głównym dworcem na stacji Katowice wraz z udziałem m.in. wojewody śląskiego Jarosława Wieczorka i marszałka województwa śląskiego Jakuba Chełstowskiego odbyła się uroczystość nadania gmachowi imienia Konstantego Wolnego wraz z odsłonięciem pamiątkowej tablicy z jego wizerunkiem autorstwa Bogumiła Burzyńskiego.

## Infrastruktura

### Dworce

#### Główny dworzec im. K. Wolnego (pl. M. i L. Kaczyńskich)

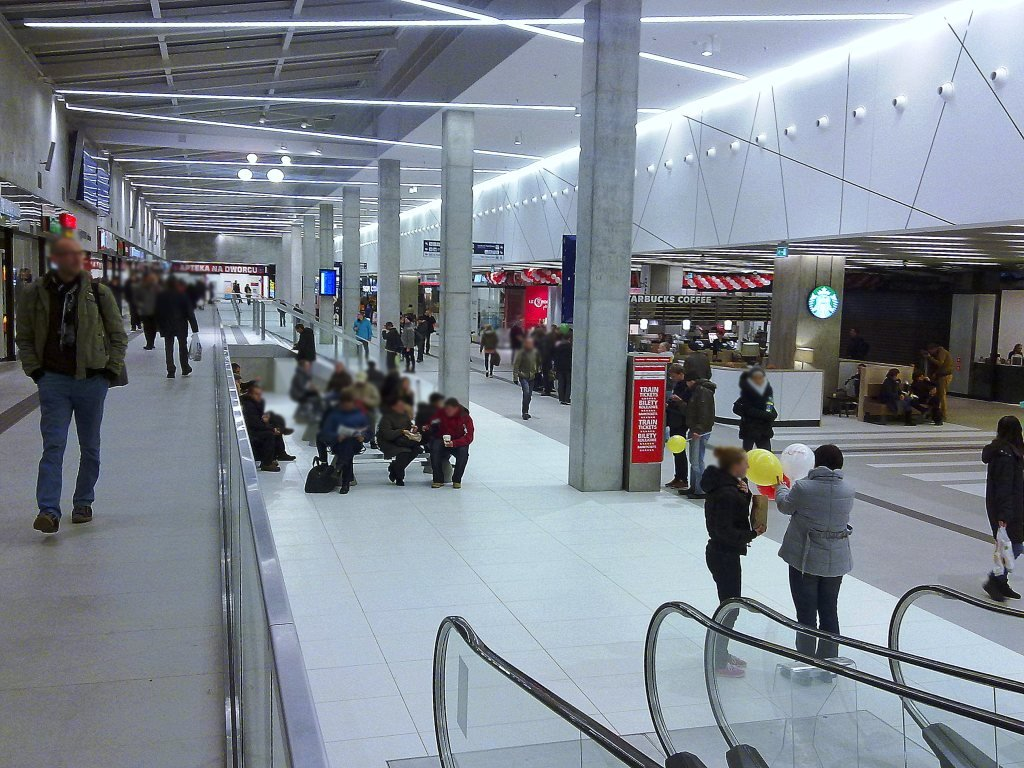
Pasaż handlowy na dworcu

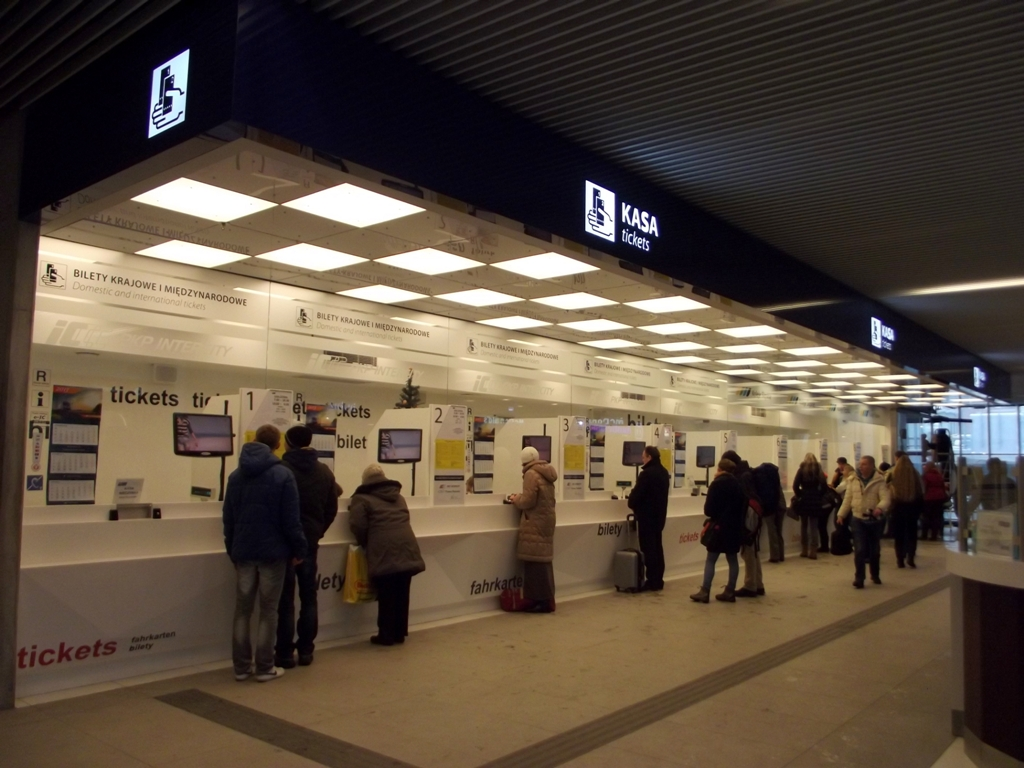
Kasy biletowe na dworcu

Główny gmach dworca znajduje się w północnej części stacji. Został on oddany do użytku 29 października 2012 roku. Jest to największy dworzec kolejowy Górnośląsko-Zagłębiowskiej Metropolii, który według kategoryzacji PKP ma najwyższą, kategorię A.
Dworzec ma identyczną architekturę co poprzedni obiekt – składa się z szesnastu zrekonstruowanych, żelbetowych filarów w kształcie kielichów o chropowatej powierzchni. W budowie obiektu wykorzystano głównie proste materiały: szkło, stal nierdzewną oraz szlachetny beton. Jednopoziomowa hala dworca o powierzchni 6000 m² jest klimatyzowana i dostosowana do osób niepełnosprawnych. Dworzec jest wyposażony w inteligentny system zarządzania obiektem. Z hali prowadzą trzy bezpośrednie przejścia podziemne na perony, do południowego pawilonu i wejścia od strony ulicy T. Kościuszki.
Na dworcu znajduje się 31 miejsc na punkty handlowo-usługowe, w którym zlokalizowane są: kawiarnie, bary, salony z prasą, a także apteka, bankomat i kantor. Dodatkowo dworzec jest powiązany z sąsiadującą z nim Galerią Katowicką. Na dworcu znajdują się kasy biletowe i biletomaty Kolei Śląskich i PKP Intercity, biuro dworca, a także centra obsługi klienta KŚ, PKP Intercity i organizatora komunikacji miejskiej – ZTM. Wycofano natomiast funkcjonujące przed przebudową kasy szybkiej obsługi pasażerów. Kilka tygodni po otwarciu dworca po wielu krytycznych głosach zmodyfikowano układ stoisk handlowych, likwidując położony zbyt blisko kas biletowych kiosk gastronomiczny.

#### Południowy budynek (pl. Oddziałów Młodzieży Powstańczej)

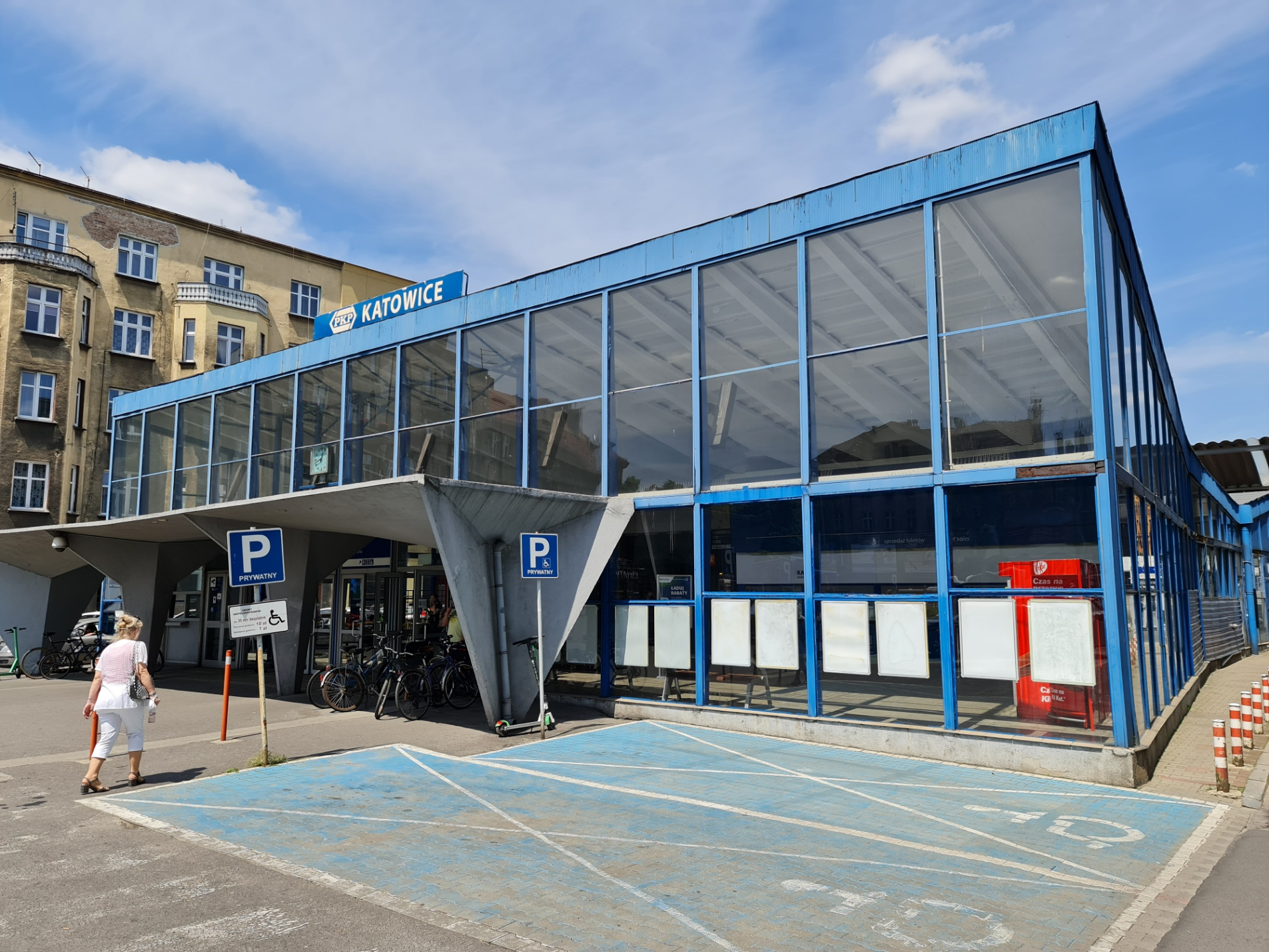
Pawilon od strony pl. Oddziałów Młodzieży Powstańczej

Południowy dworzec znajduje się przy placu Oddziałów Młodzieży Powstańczej. Jest to jednokondygnacyjny budynek o powierzchni około 900 m² i kubaturze około 6020 m³, częściowo podpiwniczony, przykryty dachem o zróżnicowanej wysokości. Powstał on w 1964 roku w wyniku budowy obecnie już nieistniejącego, brutalistycznego dworca. Jest on wyposażony w kasy biletowe i inne usługi, w tym saloniki z prasą i kawiarnię.
Ze względu na niewielką kubaturę obiektu przygotowanie dokumentacji wstępnej i wykonawczej zostało ukończone do 1962 roku, natomiast rok później, w czerwcu 1963 roku rozpoczęto prace budowlane. Szkielet budynku był gotowy w maju 1964 roku, a już miesiąc później, 16 czerwca 1964 roku oddano obiekt do użytku. W tym czasie na parterze mieściła się poczekalnia główna, pięć kas biletowych, bufet, dwa pomieszczenia służbowe oraz klatka schodowa prowadząca do przejścia podziemnego. W podziemnej części umieszczono WC, rozdzielnię ciepła oraz pomieszczenie gospodarcze.
Spółka PKP w ramach programu Małe Projekty Deweloperskie w połowie czerwca 2014 roku rozpoczęła poszukiwania inwestora na przebudowę w formie partnerstwa publiczno-prywatnego południowej części stacji. Projekt miał obejmować obszar 3,2 tys. m², w ramach którego planowana była przebudowa placu Oddziałów Młodzieży Powstańczej oraz budowa parku handlowego i nowego dworca kolejowego wraz z parkingiem samochodowym. Ostateczny wygląd nowego obiektu miał być uzgodniony z potencjalnym inwestorem. Pod koniec 2014 roku PKP ogłosiło, że z powodu braku zainteresowania prywatnych inwestorów projektem przebudowy południowego dworca omawianą inwestycję miała realizować nowa spółka deweloperska powołana przez grupę PKP – Xcity Investment. W związku ze zmianą kierownictwa spółki Xcity Investment, w połowie lipca 2016 roku unieważniono 13 projektów deweloperskich, w tym przebudowę południowego dworca.

#### Pawilon południowo-wschodni (ul. T. Kościuszki / M. Konopnickiej)

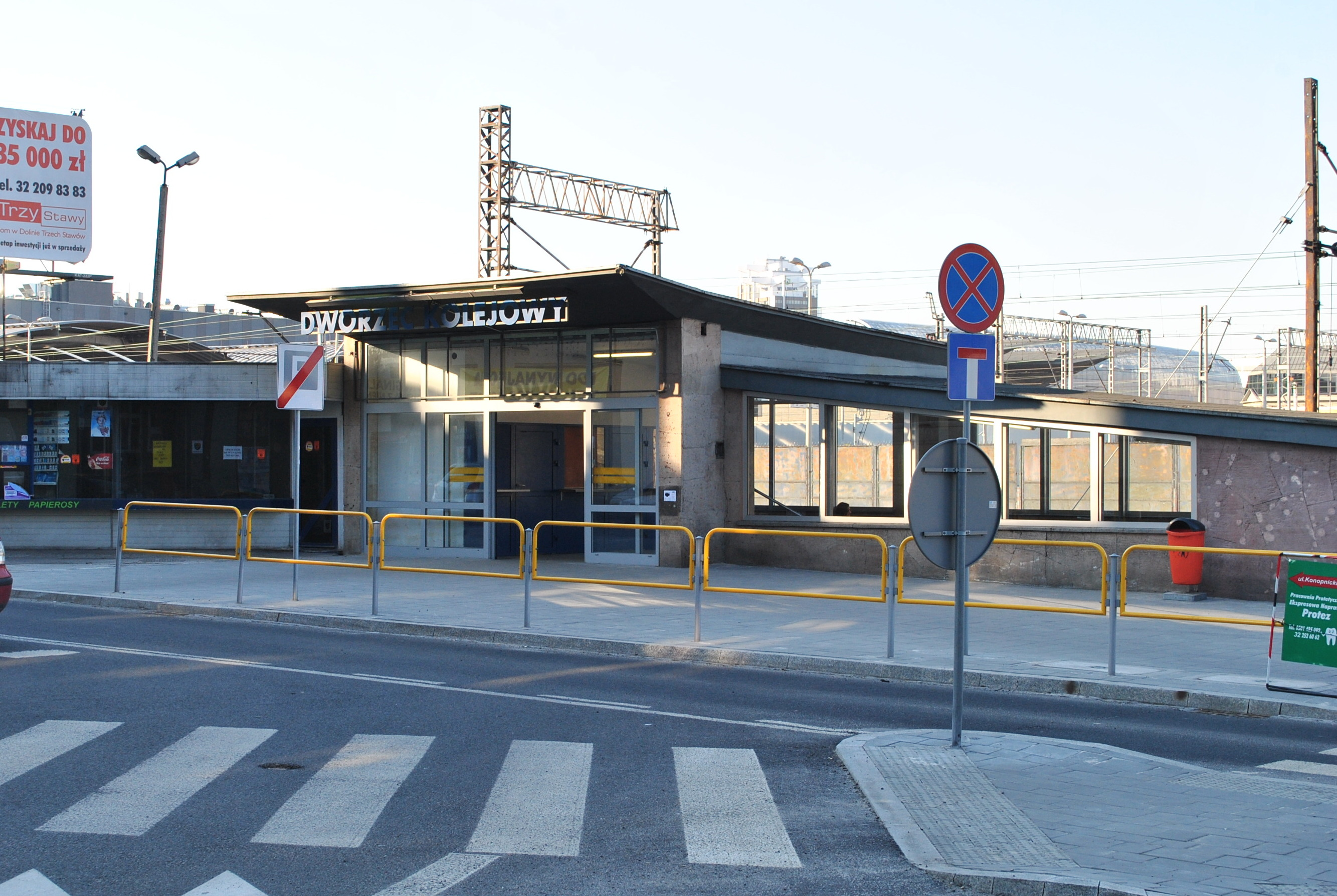
Pawilon widoczny od strony ulicy Tadeusza Kościuszki

Jest to niewielki pawilon, położony przy skrzyżowaniu ul. T. Kościuszki z ul. M. Konopnickiej. Powstał on w 1968 roku w trakcie przebudowy całej stacji i przeniesienia obsługi ruchu pasażerskiego na zachód od dotychczasowego dworca. We wnętrzu budynku znajduje się bezpośrednie przejście po schodach do tuneli podziemnych pod peronami. Prócz kładki dla osób niepełnosprawnych oraz tablicy odjazdów nie ma on żadnej dodatkowej infrastruktury ani punktów usługowych .
Obiekt został w 2010 roku zmodernizowany z przeznaczeniem na dworzec tymczasowy na czas przebudowy całej stacji i budowy nowego budynku dworca. W ramach prac wyczyszczono posadzki i ściany, zainstalowano nowe oświetlenie i automatyczne drzwi wejściowe oraz umieszczono napis nad drzwiami o treści „DWORZEC KOLEJOWY”. Na czas przebudowy dworca w latach 2010–2012 funkcjonowała tu dodatkowo kasa biletowa.

### Linie kolejowe
Katowice ma charakter stacji węzłowej. Na niej swój początek lub koniec biorą cztery linie kolejowe o znaczeniu państwowym, a także przecinają się tu linie o charakterze międzynarodowym: E30 oraz E65. Poza tym swój początek mają łączniki nr 656 i 713. Łącznie na stacji znajduje się 13 torów głównych zasadniczych o łącznej długości 7,466 km, 7 torów głównych dodatkowych o długości 2,368 km oraz tory boczne o długości 9,390 km.
Wykaz linii kolejowych wraz z kilometrażem początku, osi i końca stacji przedstawia poniższa tabela:
| Nr  | Nazwa                         | Km stacji | Km stacji | Km stacji |
| Nr  | Nazwa                         | pocz.     | osi       | końca     |
| --- | ----------------------------- | --------- | --------- | --------- |
| 1   | Warszawa Centralna – Katowice | 317,270   | 318,378   | 318,686   |
| 137 | Katowice – Legnica            | 0,070     | 0,381     | 0,922     |
| 138 | Oświęcim – Katowice           | 31,956    | 32,970    | 33,286    |
| 139 | Katowice – Zwardoń            | 0,090     | 0,379     | 0,937     |
| 656 | Katowice – Brynów             | -0,025    | 0,381     | 1,000     |
| 713 | Katowice – Chorzów Batory     | 0,000     | 0,001     | 0,001     |

### Perony i przejścia podziemne

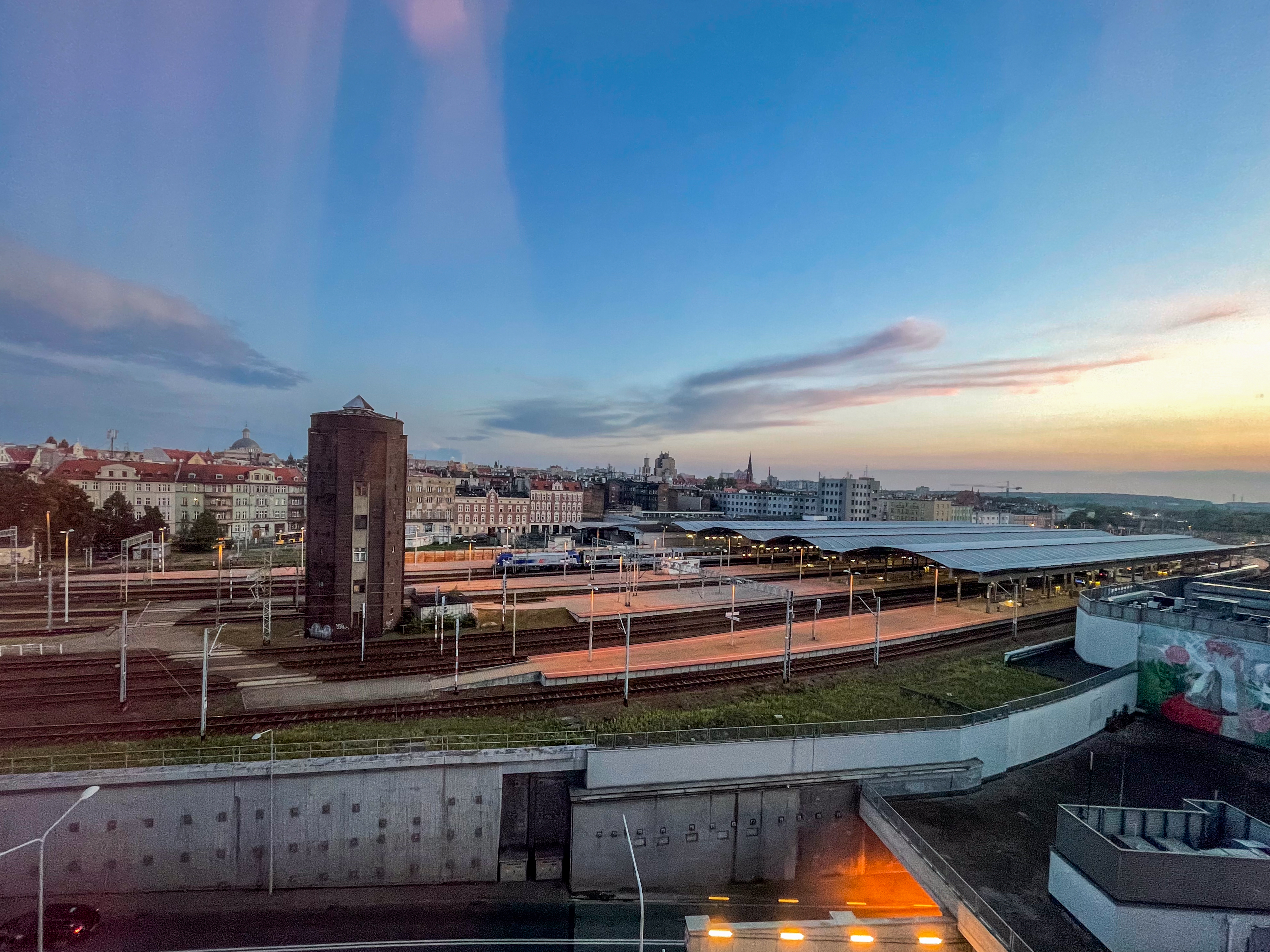
Stacja widoczna od strony ulicy Dworcowej (2024)

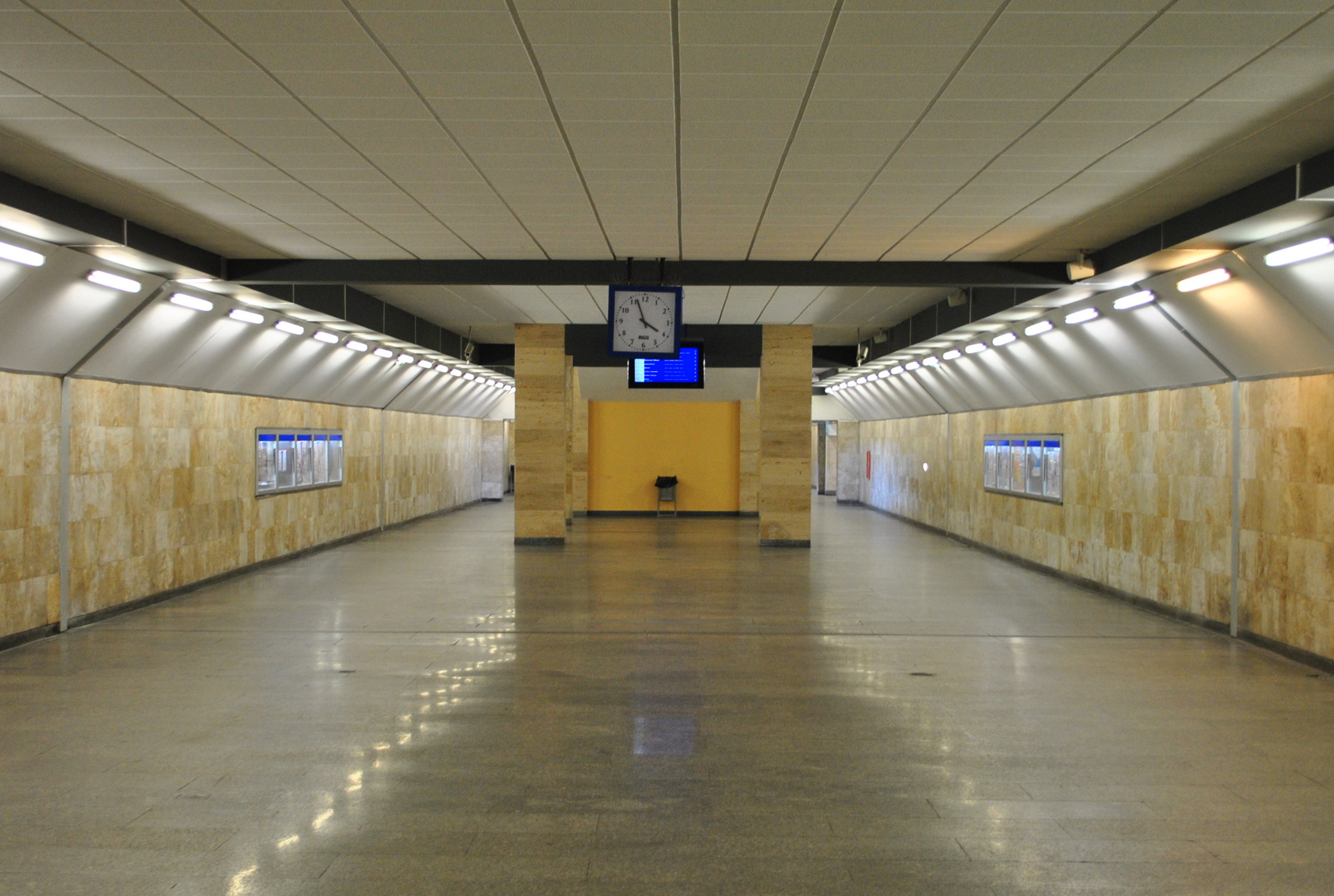
Przejście pod peronem 4

Na stacji znajduje się łącznie 5 peronów. Perony 1, 2, 3 i 4 to perony wyspowe wysokie o wysokości 0,76–0,90 m i długości w przedziale 302–412 m. Perony mają nawierzchnię utwardzoną, z kostki brukowej. Są one częściowo zadaszone, wyposażone w obiekty małej architektury (w tym m.in. ławki i kosze na śmieci), urządzenia nagłaśniające i tablice elektroniczne. Dostęp do nich jest poprzez przejścia podziemne z dworca oraz z ul. T. Kościuszki, zarówno po schodach (w tym ruchomych), jak i przez windę dla osób niepełnosprawnych. Same zaś przejścia podziemne pod torami stanowią jednoprzęsłową ramę zamkniętą o długości 76,80 m (przejście środkowe i wschodnie) i 110,7 m (przejście zachodnie), natomiast ich wysokość wynosi około 4,0 m i 2,40 m (tunel środkowy i wschodni) oraz 6,40 m i 4,08 m (tunel zachodni), a szerokość w świetle około 6,0 m.
Perony te zostały zmodernizowane wraz z budową nowego dworca, którą ukończono w połowie 2013 roku. Modernizacja ta obejmowała całkowitą wymianę nawierzchni peronów oraz budowę nowego zadaszenia. Perony zostały przystosowane do osób niepełnosprawnych i dla tych z cięższym bagażem. Zainstalowano nowy system informacji pasażerskiej, a także umieszczono nowe ławki i zegary.
Dodatkowo na stacji na wysokości starego dworca znajduje się peron 5., który został oddany do użytku 14 lutego 2011 roku, a wcześniej był peronem technicznym. Ma on nawierzchnię bitumiczną, a dojście do niego znajduje się na poziomie szyn. Jest on wyposażony w urządzenia nagłaśniające i tablice elektroniczne.
Szczegółowy wykaz wszystkich peronów na stacji znajduje się w poniższej tabeli.
| Nr linii kolejowej | Nr peronu | Rodzaj               | Wysokość [m] | Długość [m] | Długość [m]  | Nr toru     | Nr toru      | Nawierzchnia    | Architektura                                                  |
| Nr linii kolejowej | Nr peronu | Rodzaj               | Wysokość [m] | strona lewa | strona prawa | strona lewa | strona prawa | Nawierzchnia    | Architektura                                                  |
| ------------------ | --------- | -------------------- | ------------ | ----------- | ------------ | ----------- | ------------ | --------------- | ------------------------------------------------------------- |
| 1                  | 1         | peron wyspowy wysoki | 0,76         | 302         | 302          | 7           | 9            | kostka brukowa  | zadaszenie; ławki; winda; nagłośnienie; tablice elektroniczne |
| 1                  | 2         | peron wyspowy wysoki | 0,76         | 350         | 350          | 1           | 3            | kostka brukowa  | zadaszenie; ławki; winda; nagłośnienie; tablice elektroniczne |
| 138                | 3         | peron wyspowy wysoki | 0,76         | 350         | 350          | 4           | 2            | kostka brukowa  | zadaszenie; ławki; winda; nagłośnienie; tablice elektroniczne |
| 138                | 4         | peron wyspowy wysoki | 0,90         | 412         | 412          | 10          | 8            | kostka brukowa  | zadaszenie; ławki; winda; nagłośnienie; tablice elektroniczne |
| 1                  | 5         | peron wyspowy niski  | 0,34         | 331         | 150          | 28          | 26           | naw. bitumiczna | zadaszenie; ławki; nagłośnienie; tablice elektroniczne        |

### System informacji pasażerskiej

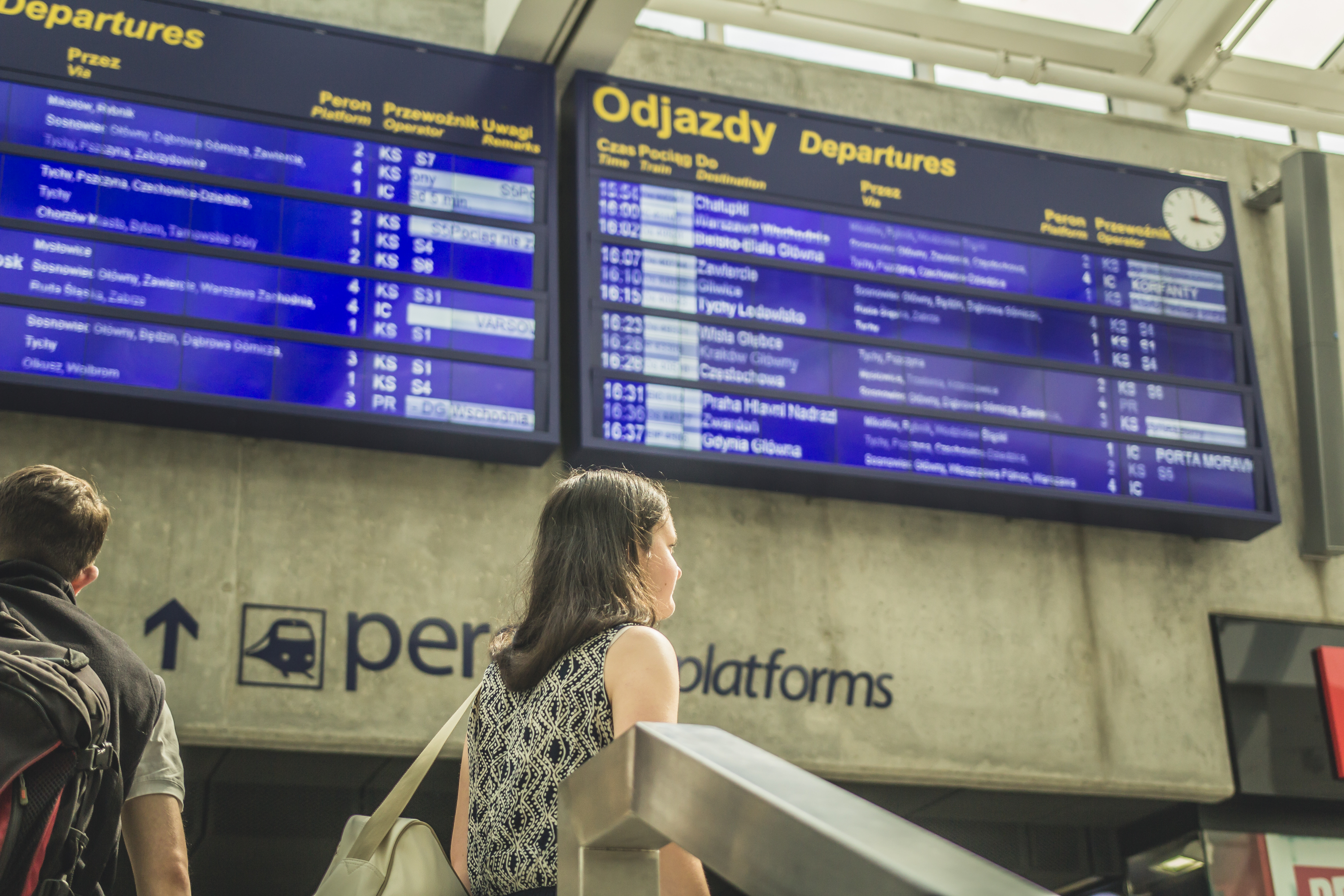
Tablice odjazdów LCD w holu głównym dworca

Stacja wyposażona jest w rozbudowany system informacji pasażerskiej, na którą składają się m.in. urządzenia nagłaśniające, wyświetlacze elektroniczne w technologii ciekłokrystalicznej (w tym tablice informacyjne z przyjazdami i odjazdami pociągów), zegary oraz tablice z rozkładem jazdy. Tablice elektroniczne mają chronologiczny układ wyświetlania przyjazdów i odjazdów pociągów. Na peronach przy tablicach odjazdów znajduje się zegar wskazówkowy, a tablice przy wejściach na peron pokazują odjazdy z poszczególnych torów. Duże tablice przyjazdów i odjazdów pociągów znajdują się przy wejściach do tunelu wschodniego i środkowego od strony głównego dworca oraz przy wejściach od strony pozostałych pawilonów, z czego przy wejściu od strony ul. T. Kościuszki tylko tablica z odjazdami.

### Urządzenia sterowania ruchem kolejowym

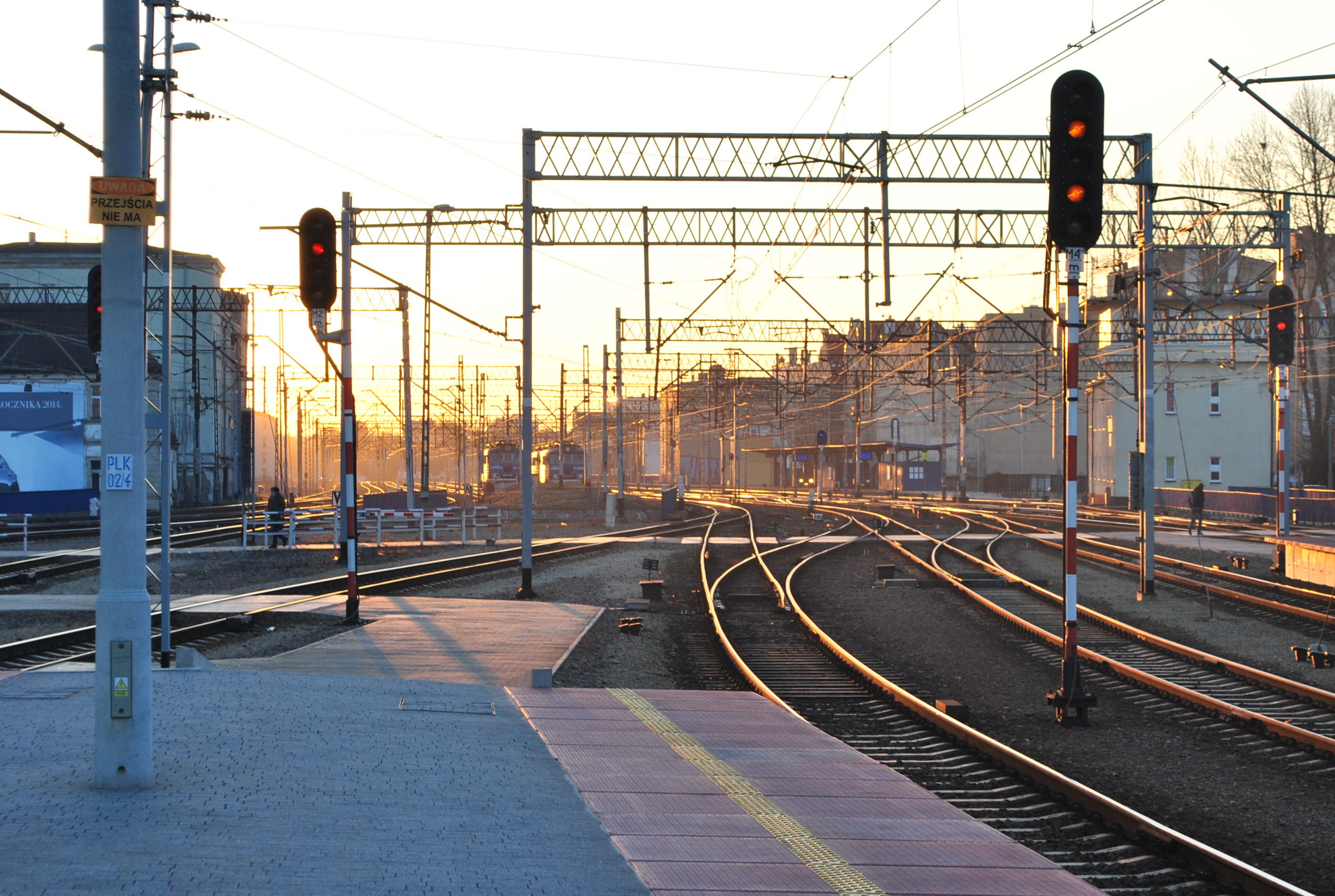
Wyjazd z peronów w kierunku stacji Katowice Zawodzie; po prawej stronie znajduje się peron 5 oraz nastawnia dysponująca KO

Obszar stacji Katowice podzielony jest na trzy okręgi nastawcze, w całości wyposażonych w przekaźnikowe urządzenia sterowania ruchem kolejowym:
- nastawnia dysponująca KO – główna nastawnia, położona przy peronie 5, w obrębie której scentralizowane są 134 zwrotnice;
- nastawnia wykonawcza KO1 – z niej scentralizowanych jest 26 zwrotnic;
- nastawnia wykonawcza KO2 – z niej scentralizowanych jest 14 zwrotnic.

Ruch pociągów jest kierowany za pomocą semaforów świetlnych. Poza tym, w każdym kierunku szlaki wyposażono w samoczynną blokadę liniową typu Eac.

### Lokomotywownia

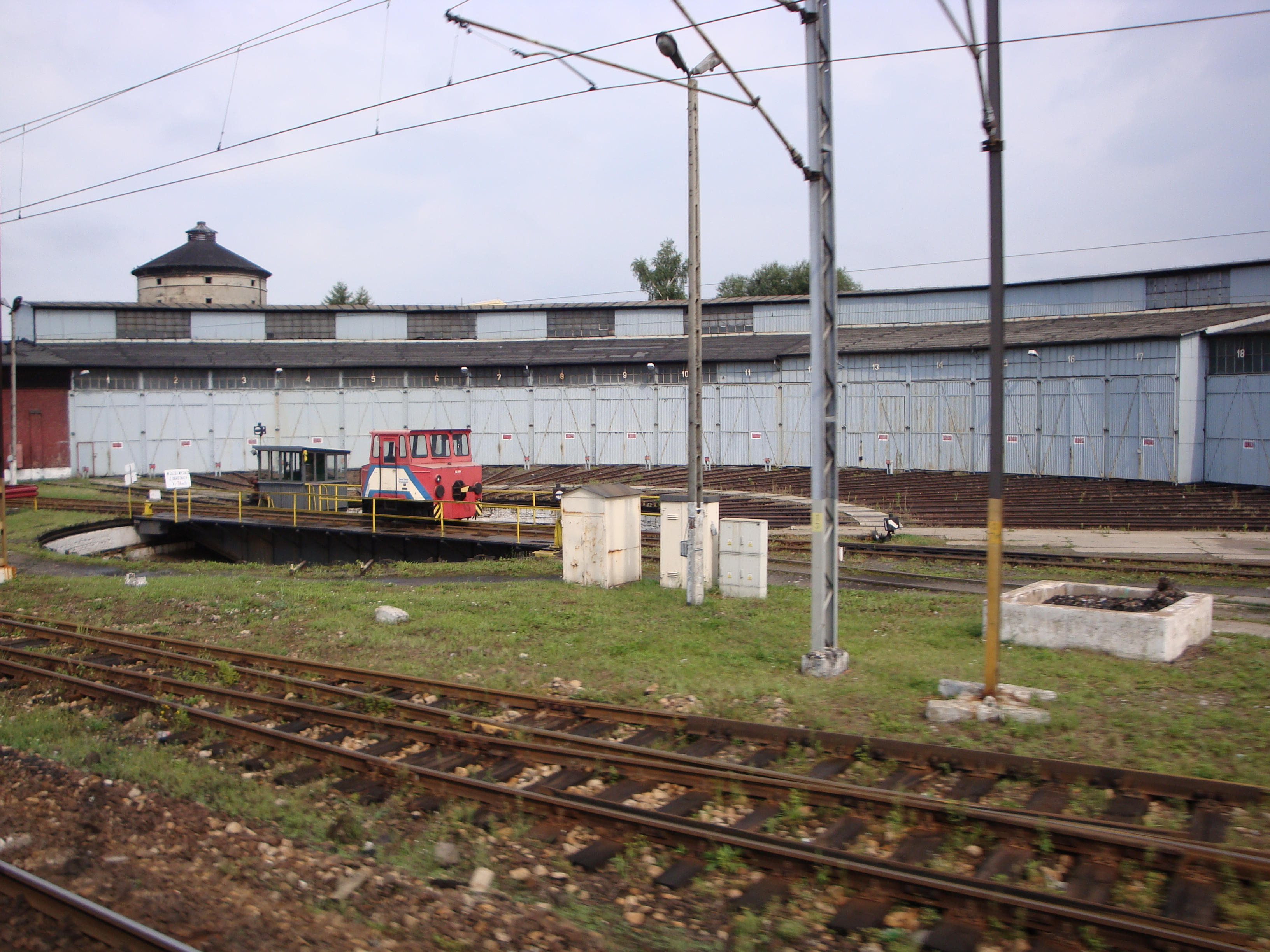
Fragment dawnej lokomotywowni

W zachodniej części stacji, przy ul. Raciborskiej znajduje się nieczynna, pochodząca z przełomu XIX i XX wieku lokomotywownia w stylu historyzmu ceglanego prostego/modernizmu, na którą składają się dwie hale lokomotyw, wieża wodna, obrotnice i budynki gospodarcze.
Powstała ona w latach 1899–1900 według projektu Lohsego i Zebrowskiego, zaś w latach 1908–1909 została ona rozbudowana. Lokomotywownia była użytkowana do 1 marca 2011 roku. Do tego czasu funkcjonował tam Zakład Południowy PKP Intercity, w którym dokonywano przeglądów i remontów bieżących lokomotyw elektrycznych. Po opuszczeniu przez PKP Intercity kompleksu obiektów pojawiły się inicjatywy ich zagospodarowania. Członkowie Stowarzyszenia Ochrony Zabytków Architektury i Techniki w 2011 roku postanowili uratować lokomotywownię poprzez przejęcie tego majątku od kolei przez samorząd terytorialny i przekazania w zarządzanie pasjonatom. W niej miały znaleźć się eksponaty ze skansenu w Pyskowicach. Temat zagospodarowania obiektu powrócił w 2013 roku podczas konferencji poświęconej działalności muzeów kolejnictwa w Europie, gdzie dla tej lokomotywowni zaproponowano podobny pomysł.
Kompleks wpisany został do rejestru zabytków nieruchomych 16 grudnia 2021 roku pod numerem A/920/2021.

### Kompleks budynków Kolei Śląskich

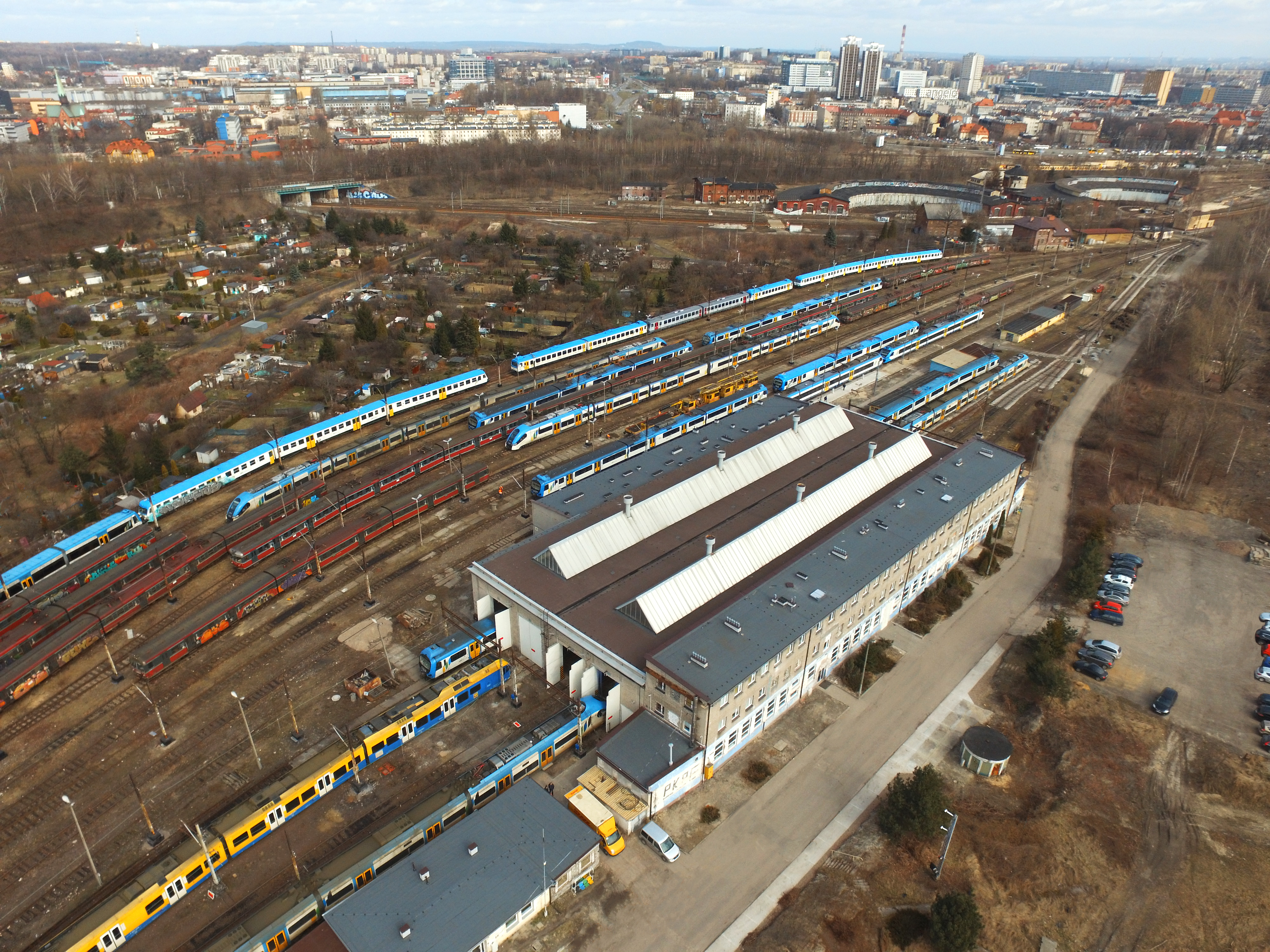
Kompleks budynków Kolei Śląskich

Kompleks ten znajduje się na zachód od dworca kolejowego oraz na południe od lokomotywowni, przy ulicy Raciborskiej 58. Składa się on z hal remontowych, magazynowych i budynków gospodarczych, pochodzących głównie z lat 60. i 70. XX wieku, na które składają się m.in.:
- Budynki administracyjne: murowany, pochodzący z 1961 roku, przylegający do hali EZT o kubaturze około 350 m³ oraz wybudowany w 1902 obiekt murowany, wolnostojący, dwukondygnacyjny o kubaturze około 1780 m³;
- Budynki obsługi EZT: hala (budynek z 1961 roku, żelbetowy, o kubaturze 9145 m³), sterownia i myjnia (obiekt wybudowany w 1978 roku, murowany) oraz budynek przeglądów EZT (budynek murowany, parterowy);
- Dwa posterunki zwrotnicze (nr 13 i 14);
- Pozostałe obiekty, w tym budynek odcinka sieci, spawalnia, warsztat, kotłownia, magazyny i garaże.

Kompleks obejmuje również tory postojowe Zachód Przewozów Regionalnych, na które składają się tory 201-215 oraz 232-234, które są w dużej większości zelektryfikowane.
Kompleks ten był użytkowany przez spółkę Przewozy Regionalne (obecnie Polregio). Do 2013 roku, w związku z przejęciem większości połączeń lokalnych przez Koleje Śląskie, funkcjonował tam Śląski Zakład Przewozów Regionalnych. W kompleksie funkcjonowała do 2017 roku sekcja zasilania elektroenergetycznego Zakładu Górnośląskiego PKP Energetyki (ul. Raciborska 61) oraz Zakład Taboru należący do PKP Cargo (ul. Raciborska 58). Dnia 29 lutego 2016 roku Przewozy Regionalne podpisały z Kolejami Śląskimi umowę dzierżawy z opcją wykupu bazy transportowej przy ulicy Raciborskiej. Od 2016 roku rozpoczęto przenoszenie taboru z bazy w Łazach, natomiast od 2017 roku funkcjonuje tu część administracyjna spółki Koleje Śląskie, przeniesiona z budynku przy ulicy W. Stwosza w Katowicach. Dzierżawa bazy przez Koleje Śląskie jest spowodowana koniecznością zwiększeniu efektywności zarządzania taborem, a także zmniejszeniu kosztów operacyjnych przewoźnika.

### Wieże ciśnień
Na stacji znajdują się dwie wieże wodne:
- ceglana wieża ciśnień położona na wschód od peronów, w międzytorzu, wybudowana w 1951 roku[78],
- ceglana wieża na terenie dawnej lokomotywowni[79].

## Ruch pociągów pasażerskich
Stacja Katowice stanowi jeden z najważniejszych węzłów kolejowej komunikacji pasażerskiej w Polsce. W niej realizowane są zarówno połączenia lokalne, jak i też międzywojewódzkie i międzynarodowe. Na stacji zatrzymują się pociągi wszystkich kategorii. Według rozkładu jazdy z okresu 2013/14 na stacji odbyło się ponad 109 540 postojów pociągów, co daje średnio 300 pociągów na dobę.

## Ruch pasażerski
| Rok  | Wymiana roczna | Wymiana pasażerska na dobę | miejsce w Polsce |
| ---- | -------------- | -------------------------- | ---------------- |
| 2017 | 12 000 000     | 32 800                     | 8                |
| 2018 | 13 200 000     | 43 000                     | 9                |
| 2019 | 15 700 000     | 43 000                     | 5                |
| 2020 | 9 100 000      | 24 800                     | 5                |
| 2021 | 11 100 000     | 30 400                     | 4                |
| 2022 | 16 400 000     | 44 800                     | 4                |
| 2023 | 17 700 000     | 48 500                     | 4                |

### Pociągi osobowe

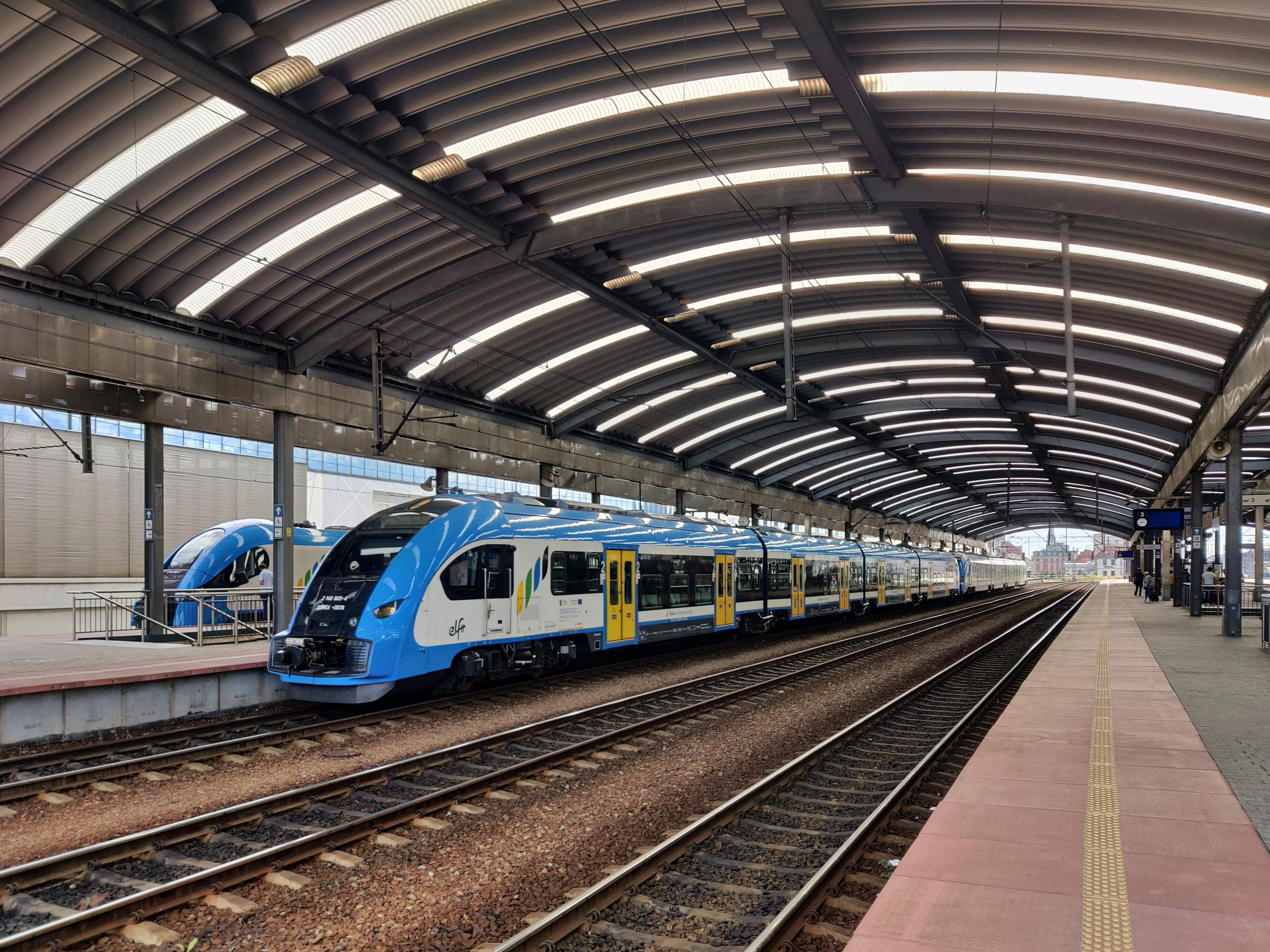
Pociągi Pesa Elf spółki Koleje Śląskie na peronach katowickiej stacji w 2024 roku

Katowice są jednym z głównych kierunków dla połączeń regionalnych. W rozkładzie jazdy z okresu 2021/2022 tego typu połączenia realizowało dwóch przewoźników: Koleje Śląskie (od 2011 roku) i Polregio. Głównym przewoźnikiem pod względem liczby połączeń są Koleje Śląskie, których pociągi łączą stację Katowice z głównymi ośrodkami i stacjami w granicach województwa śląskiego, a także przejeżdżają przez województwo małopolskie (do Oświęcimia i Krakowa) oraz kraj morawsko-śląski (do Bogumina). W rozkładzie jazdy 2021/2022 przez Katowice przebiegało 12 spośród 18 linii obsługiwanych przez Koleje Śląskie:
- S1 Gliwice – Zabrze – Katowice – Sosnowiec Główny – Częstochowa;
- S3 Katowice – Mysłowice – Jaworzno Szczakowa – Trzebinia – Kraków Główny;
- S31 Katowice – Mysłowice – Oświęcim
- S4 Tychy Lodowisko – Tychy – Katowice (linia Szybkiej Kolei Regionalnej, stanowiąca system kolei aglomeracyjnej, działająca od 14 grudnia 2008);
- S41 Tychy Lodowisko – Tychy – Katowice – Sosnowiec Główny – Zawiercie – Częstochowa
- S5 Katowice – Czechowice-Dziedzice – Bielsko-Biała Główna – Żywiec – Zwardoń;
- S51 Katowice – Bielsko-Biała Główna – Żywiec – Zakopane (sezonowo);
- S6 Katowice – Pszczyna – Ustroń – Wisła Głębce;
- S61 Katowice – Pszczyna – Zebrzydowice – Cieszyn;
- S7 Katowice – Orzesze – Rybnik – Racibórz;
- S71 Katowice – Orzesze – Rybnik – Wodzisław Śląski – Bogumin;
- S8 Katowice – Chorzów Miasto – Bytom – Tarnowskie Góry – Lubliniec.

Pociągi osobowe Polregio obsługują dwa kierunki połączeń, które mają charakter międzywojewódzki. Są to:
- Sędziszów – Kozłów – Tunel – Bukowno – Sosnowiec Południowy – Katowice (linia przebiegająca przez województwo małopolskie i śląskie);
- Katowice – Trzebinia – Krzeszowice – Kraków Główny (województwo małopolskie i śląskie).

Dodatkowo uruchamiane są połączenia Katowice – Kielce (do województwa świętokrzyskiego) dwoma trasami: przez Tunel oraz od 1 marca 2015 przez Zawiercie (wzdłuż Centralnej Magistrali Kolejowej).
Linie obsługiwane przez pociągi osobowe jadące w kierunku Katowic w dużej części należą do najbardziej obciążonych pod względem liczby pasażerów i ruchu pociągów w województwie śląskim. W 2010 według liczby pociągów regionalnych były to odcinki: Katowice – Tychy oraz Sosnowiec Główny – Katowice – Gliwice, natomiast według liczby podróżnych są to: Katowice – Bielsko-Biała, Katowice – Zawiercie, Katowice – Rybnik i Gliwice – Katowice.

### Pociągi dalekobieżne

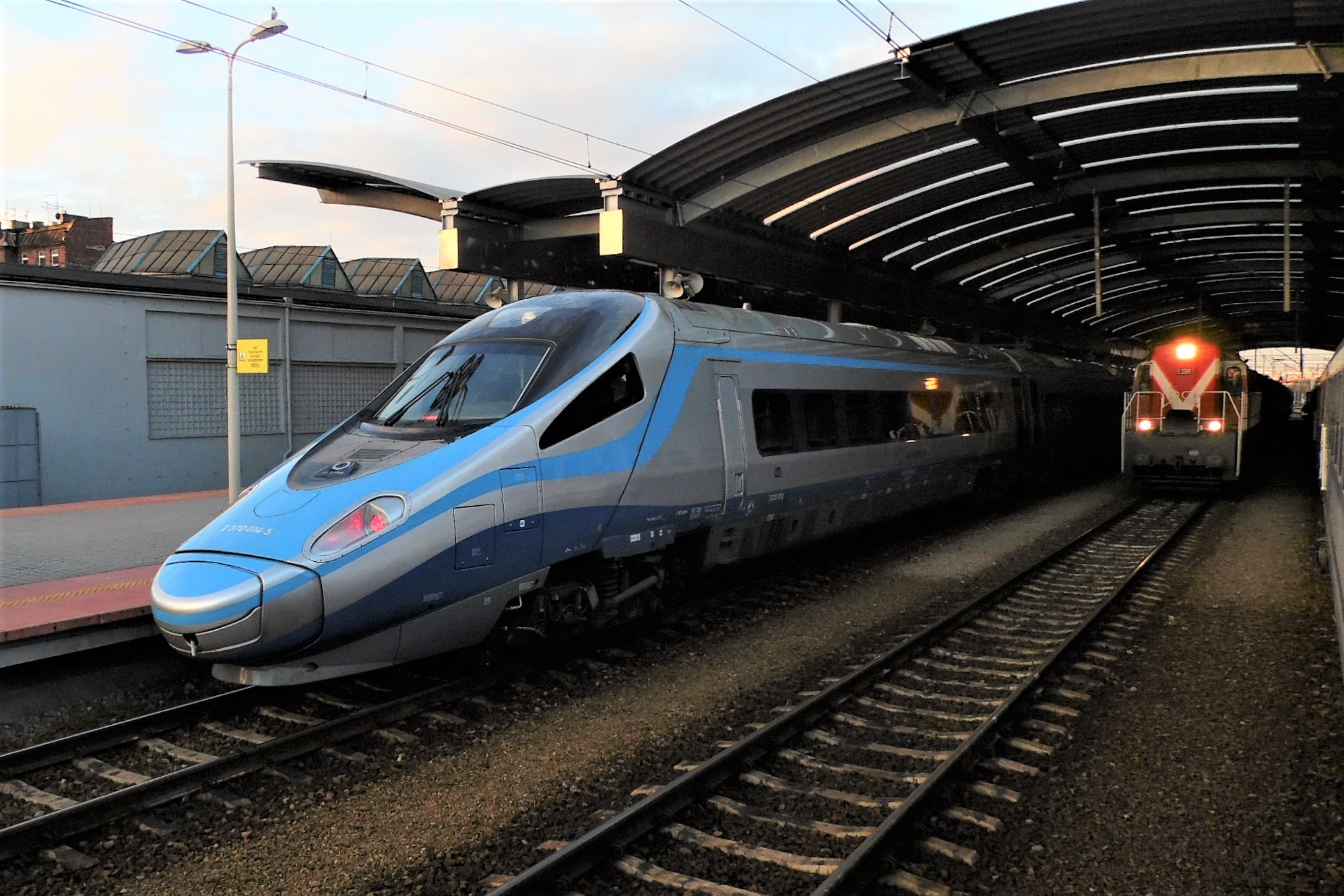
Pociąg ED250 spółki PKP Intercity na peronie 4

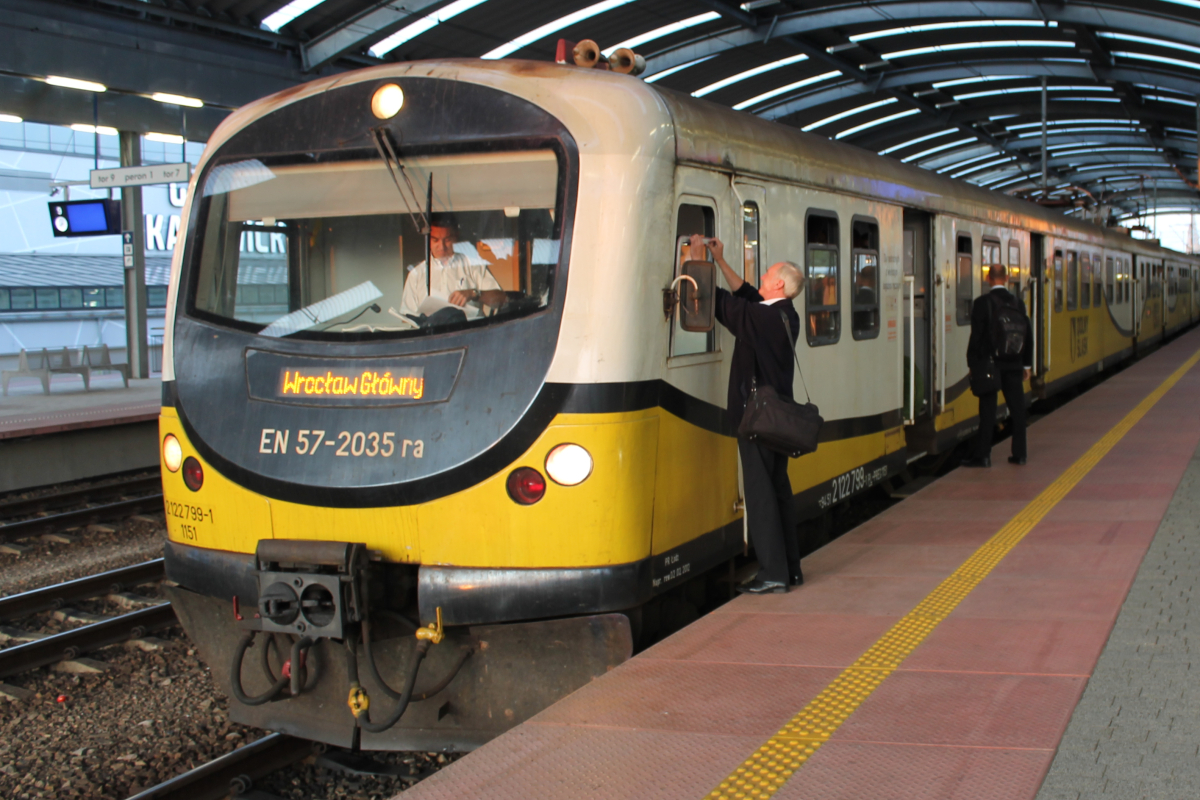
Pociąg InterREGIO ówczesnego przewoźnika Przewozy Regionalne w 2014 roku

Katowice są jednym z największych węzłów kolejowej komunikacji dalekobieżnej, gdyż przez stację krzyżują się magistrale o znaczeniu międzynarodowym oraz główne szlaki krajowe. Zatrzymują się tu pociągi dalekobieżne wszystkich kategorii. Głównym przewoźnikiem pod względem liczby połączeń jest PKP Intercity, który z i do Katowic uruchamia pociągi pospieszne marki Twoje Linie Kolejowe i InterCity, a także ekspresowe: Express InterCity, Express InterCity Premium, obsługiwane przez pociągi typu Pendolino. Ponadto w pobliżu stacji, przy ul. Murckowskiej 1, przy stacji Katowice Zawodzie spółka ma stację postojową Zawodzie. Przez Katowice do 31 sierpnia 2015 roku kursowały również pociągi dalekobieżne marki InterREGIO, uruchamiane przez spółkę Przewozy Regionalne.
Główne kierunki pociągów dalekobieżnych według rozkładu 2013/2014 w ruchu krajowym to: Bielsko-Biała Główna, Gdynia Główna, Warszawa Wschodnia i Wrocław Główny. Pociągi międzynarodowe w omawianym okresie łączyły Katowice ze stacjami w Austrii (Villach Hauptbahnhof, Wien Westbahnhof), Czechach (Ostrava hlavní nádraží, Praha hlavní nádraží), Francji (Nice-Ville), Rosji (Moskwa Biełorusskaja) i na Węgrzech (Budapest Keleti).
Podobnie jak w przypadku pociągów regionalnych, również linie obsługiwane przez pociągi kwalifikowane jadące przez Katowice charakteryzują się dużą pracą eksploatacyjną tego typu pociągów w województwie śląskim. W 2010 roku głównym ciągiem była trasa Warszawa Centralna – Katowice (zwłaszcza trasa przez Centralną Magistralę Kolejową), na której kursują pociągi kwalifikowane wszystkich kategorii, zwłaszcza EC i EIP. Drugim ważnym kierunkiem jest trasa Katowice – Legnica, która ciągnie się wzdłuż magistrali E30.

### Historia połączeń pasażerskich

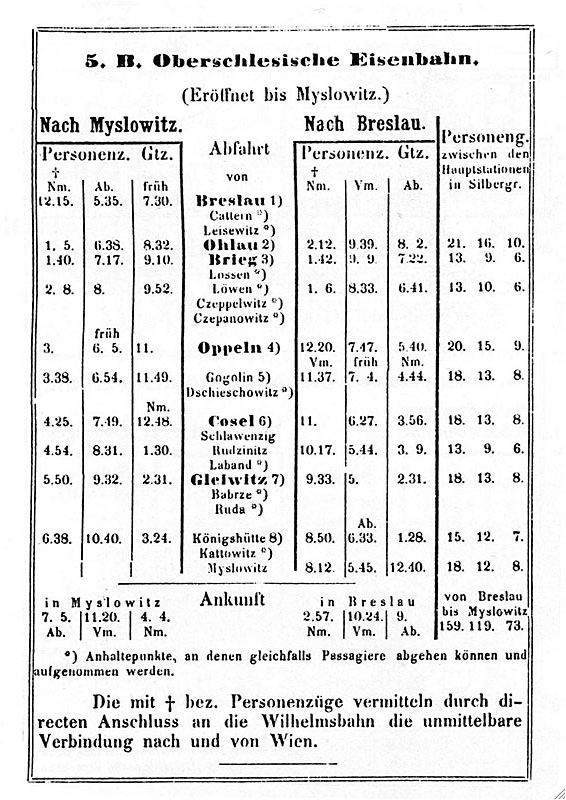
Rozkład jazdy Kolei Górnośląskiej z lat 1848–1849 (przebiegająca przez Katowice linia Wrocław – Mysłowice)

Na początku eksploatacji linii kolejowej Kolei Górnośląskiej, przechodzącej przez Katowice, ruch odbywał się mieszanymi pociągami osobowo-towarowymi. W okresie zimowym uruchamiano dwie pary pociągów, a w letnim trzy. Wraz ze wzrastającym popytem na przewozy wzrastała liczba i długość pociągów przejeżdżających przez Katowice. W 1856 roku na głównym szlaku Kolei Górnośląskiej uruchomiono już 26 par pociągów, w tym 2 pociągi pośpieszne, 6 osobowych i 18 towarowych (z czego pociągi pośpieszne na odcinku Wrocław – Katowice – Kraków zaczęły kursować od 1 kwietnia 1857).
Przewozy na trasie Kolei Wilhelma, na odcinku Katowice – Rybnik – Nędza, uruchomiono w połowie lat 50. XIX wieku. Według rozkładu jazdy z 1 lipca 1869 roku na trasie kursowało 34 pociągów na dobę. W 1873 roku było już ich 70, z czego część to były pociągi sezonowe.
W latach międzywojennych Katowice miały bardzo dobry układ połączeń kolejowych. W tym okresie 1922–1939 ze stacji Katowice realizowano bezpośrednie połączenia międzynarodowe do Wiednia, Pragi, Budapesztu, Bukaresztu, Wrocławia oraz Gdańska. Pod względem liczby połączeń międzynarodowych katowicka stacja ustępowała jedynie Warszawie. W 1929 roku do głównej stacji przyjeżdżało 35 526 pociągów pasażerskich (średnio 97,3 połączeń dziennie) i 33 939 towarowych, natomiast odjeżdżało 34 185 pociągów pasażerskich (średnio 93,6 dziennie) i 32 038 towarowych.
Pociągi obsługujące trasy z i do Katowic były w początkowym okresie obsługiwane przez lokomotywy parowe. W rozkładzie jazdy z 1935 roku na odcinku Warszawa – Katowice (jedna para połączeń) kursował motorowy pociąg ekspresowy zbudowany w Zakładach Hipolita Cegielskiego w Poznaniu, natomiast na trasie Katowice – Kraków wagonem Luxtorpeda. Pojazdy te stanowiły uzupełnienie oferty, a czas przejazdu wagonów był znacznie krótszy niż parowozami (na trasie Warszawa – Katowice przejazd krótszy o około 1 godzinę).
W okresie PRL-u wraz ze wzrostem liczby pasażerów wzrastała liczba połączeń pasażerskich. W 1985 roku, średnio na dobę przez Katowice kursowało 10 połączeń międzynarodowych, 42 dalekobieżne krajowe oraz 295 regionalnych. Podobnie jak w latach międzywojennych katowicka stacja była pod względem liczby połączeń druga w Polsce. Po 1989 roku, wraz ze zmianami gospodarczymi malała liczba połączeń realizowanych do i przez stację, wynikający ze spadkiem liczby podróżnych korzystających z kolei. W latach 1991–1992 do Katowic przyjeżdżały 554 pociągi pasażerskie, natomiast w latach 1994–1995 ponad połowę mniej, tj. 262 połączeń na dobę.

### Historyczne czasy przejazdu ze stacji Katowice
| Odcinek                  | 1925   | 1939          | 1951          | 1959           | 1980    | 2000    | 2010    | 2015    | 2021    |
| Katowice – Bielsko-Biała | 1:35   | 1:11          | 1:15          | 1:14           | 1:01    | 0:57    | 1:02    | 0:56    | 0:47    |
| Katowice – Częstochowa   | 2:18   | 2:12          | 1:21          | 1:14           | 1:19    | 1:13    | 1:08    | 1:06    | 1:08    |
| Katowice – Gliwice       | 1:10   | ?             | 0:28          | 0:40           | 0:30    | 0:28    | 0:26    | 0:30    | 0:19    |
| Katowice – Kraków        | 1:40   | 1:15          | 1:22          | 1:25           | 1:20    | 1:17    | 1:40    | 2:04    | 0:57    |
| Katowice – Poznań        | 9:00   | 4:54          | 5:40          | 5:27           | 5:26    | 5:05    | 5:02    | 4:55    | 4:00    |
| Katowice – Warszawa      | 7:06   | 4:38          | 4:53          | 3:54           | 4:41    | 2:43    | 2:34    | 2:29    | 2:13    |
| Katowice – Wrocław       | ?      | 3:17          | 2:52          | 3:11           | 2:40    | 2:40    | 2:38    | 2:21    | 1:50    |
|                          | [ 95 ] | [ 96 ] [ 97 ] | [ 98 ] [ 99 ] | [ 98 ] [ 100 ] | [ 101 ] | [ 102 ] | [ 103 ] | [ 104 ] | [ 105 ] |

## Powiązania komunikacyjne

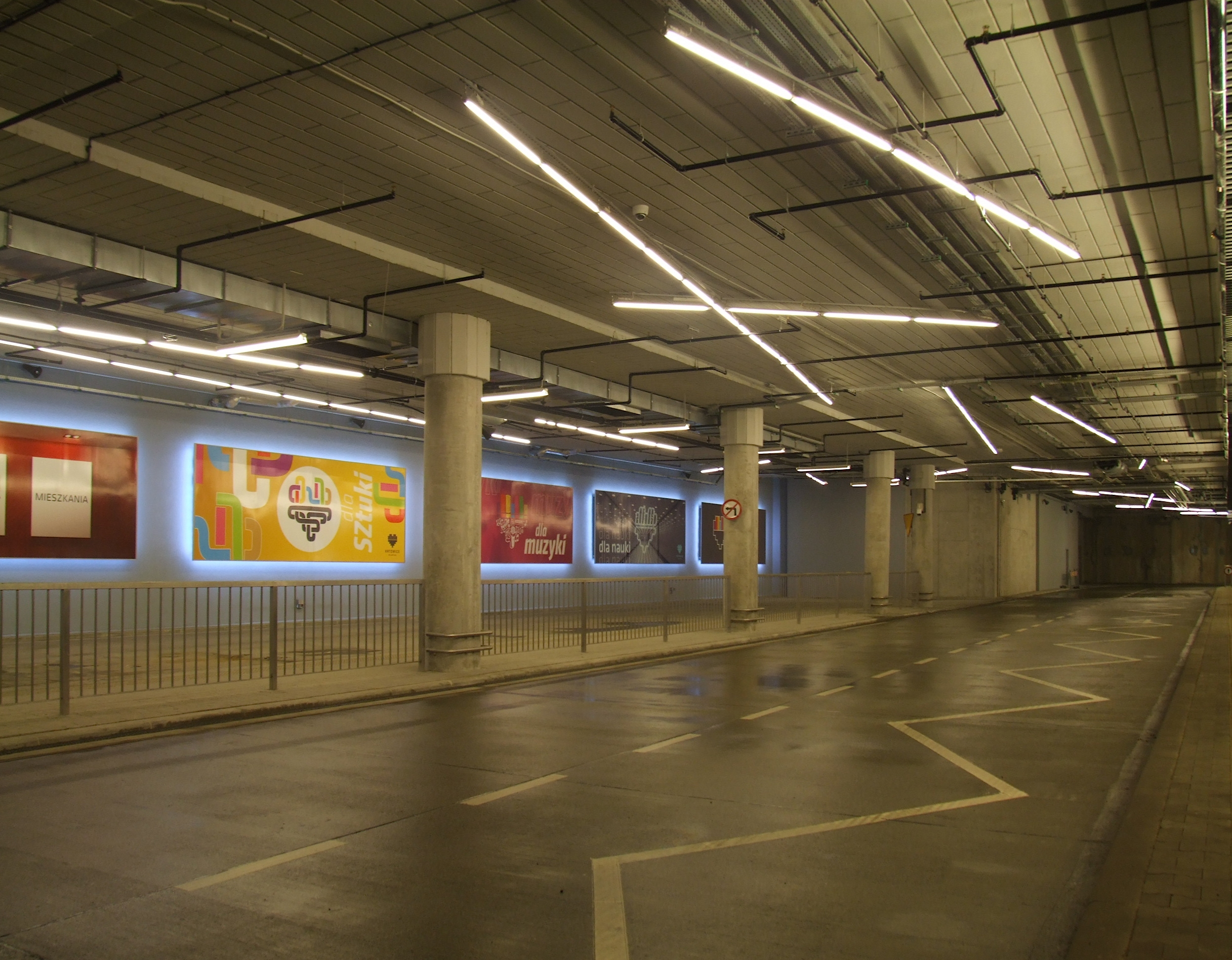
Podziemny dworzec autobusowy

Stacja w promieniu 800 m ma rozbudowane połączenia komunikacyjne dzięki lokalizacji kilku dużych przystanków autobusowych i tramwajowych w obrębie stacji, z czego największy z nich to zlokalizowany w podziemiach dworca dziesięciostanowiskowy terminal autobusowy Katowice Dworzec, na którym zatrzymują się autobusy ZTM-u (w tym linia do portu lotniczego Katowice im. W. Korfantego), głównie łączące dworzec z innymi dzielnicami Katowic. Znajduje się on na poziomie -1 i dostęp do niego jest z dwóch klatek schodowych, windy oraz z Galerii Katowickiej. Utrudnieniem tego układu jest to, że peron przystanku jest stosunkowo wąski, a także przejścia wzdłuż niego są zawężone przez szerokie filary. Przy dworcu zlokalizowane są również postoje taksówek.
Na północ od dworca, przy ulicy 3 Maja zlokalizowany jest przystanek tramwajowy Katowice Dworzec PKP, z którego według stanu z sierpnia 2015 roku w godzinach szczytu kursowało średnio ponad 30 par połączeń tramwajowych na godzinę. Łączą one stację z północnymi (Koszutka, Wełnowiec), zachodnimi (Załęże, Osiedle Tysiąclecia) i wschodnimi (Zawodzie, Szopienice) dzielnicami Katowic, a także z miastami: Bytom, Chorzów, Siemianowice Śląskie, Sosnowiec i Świętochłowice.
Po drugiej stronie stacji, przy placu Oddziałów Młodzieży Powstańczej znajduje się duży przystanek, obsługiwany zarówno przez komunikację miejską (Katowice Andrzeja Dworzec), jak i też prywatnych przewoźników autobusowych. Z przystanku Katowice Andrzeja Dworzec kursują linie obsługiwane przez ZTM (w tym nocne). Łączą one katowicki dworzec m.in. z Knurowem, Mysłowicami, Rudą Śląską, Mikołowem i Łaziskami Górnymi. Połączenia realizowane przez prywatnych przewoźników łączą katowicką stację w głównej mierze z Cieszynem, Gliwicami, Krakowem, Ostrawą, Rybnikiem, Rzeszowem i Wisłą.
W promieniu 800 metrów od hali dworca znajdują się również inne, duże przystanki komunikacji miejskiej, głównie po stronie północnej. Wśród nich są to połączenia z placu Wolności w kierunku Bobrownik, Czeladzi, Świerklańca, Piekar Śląskich, Siemianowic Śląskich i Wojkowic, z ulicy P. Skargi w kierunku Będzina, Dąbrowy Górniczej, Sosnowca, Tarnowskich Gór, Bytomia i Chorzowa oraz z alei W. Korfantego w kierunku Chełmu Śląskiego, Imielina, Jaworzna, Chrzanowa, Mysłowic i Tychów.

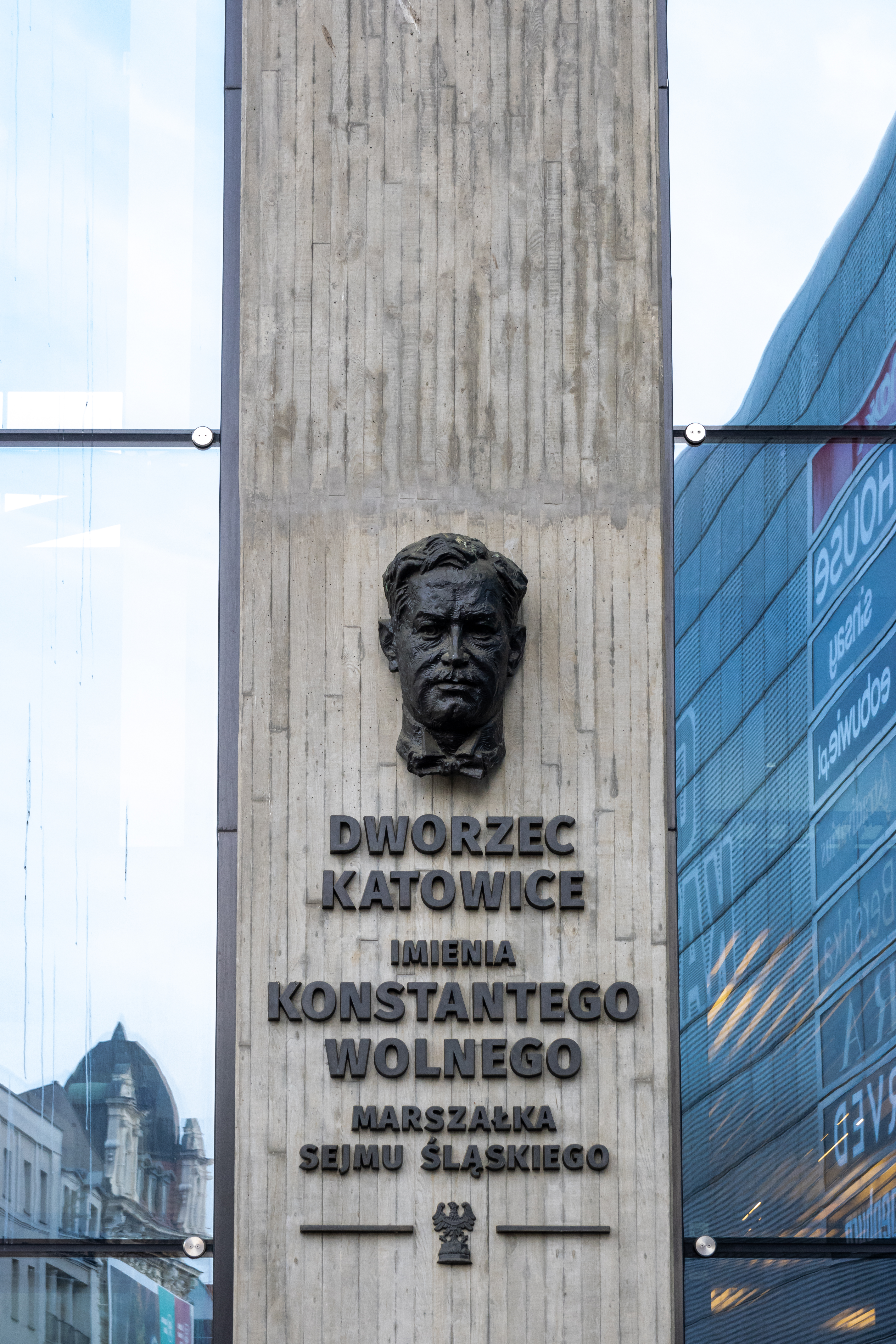
Miejsce upamiętnienia K. Wolnego przy wejściu do dworca (2024)

Pod dworcem znajduje się kilkupoziomowy parking dla 1200 samochodów, natomiast przed głównym dworcem od 1 maja 2015 roku funkcjonowała stacja rowerów miejskich City by bike o nazwie Dworzec PKP – Młyńska (wcześniej: Dworzec PKP/Galeria Katowicka), która w dniu uruchomienia wraz ze stacją Katowicki Park Leśny – Dolina Trzech Stawów dysponowała 30 rowerami. W maju 2015 roku wypożyczano z nich średnio około 55 rowerów dziennie. W 2016 roku stacja nie została ponownie uruchomiona, a zamiast niej uruchomiono stację na rynku.
Obecne powiązania komunikacyjne zaczęły się wykształcać wraz z projektowaniem w latach 50. XX w. nowego dworca kolejowego. Architekci zaproponowali korektę stanu istniejącego. Zaproponowano poprowadzenie na wydzielonym torowisku linii tramwajowej w osi wschód-zachód, przez co podróżni mogliby przesiadać się z tramwaju na pociąg, a także usprawniłoby ten układ ruch kołowy poprzez dwupoziomowe skrzyżowania z przystankami przesiadkowymi oraz likwidację linii tramwajowej w ulicy 3 Maja. Ze względu na konieczność dodatkowych wyburzeń (w tym starego dworca) zaniechano pomysłu przeniesienia linii tramwajowej, natomiast zamknięto ulicę 3 Maja dla ruchu kołowego. Zaproponowano rozdział ruchu kołowego od pieszego – ruch pieszych miałby się odbywać na górnym poziomie poprzez estakadę.
Głównym punktem komunikacji z dworcem stał się dawny plac W. Szewczyka, położony między budynkiem dworca a ulicą 3 Maja. Koncepcje zagospodarowania placu zmieniały się. Według projektu po stronie zachodniej i wschodniej zaplanowano parkingi, przy dworcu podjazdy bagażowe i dla dostaw do punktów gastronomicznych, a w pobliżu torowiska elementy komunikacji wiążące z ulicami w kierunku północ-południe. W 1964 roku, według opracowania inż. Kurczyka, budynek miał zostać otoczony dwiema jednokierunkowymi jezdniami, w tym na wyprostowanej ulicy Młyńskiej, na której miały znajdować się oddzielne pasy dla samochodów i autobusów. Ostatecznie postanowiono, że powstanie północna Obwodnia (ulica Dworcowa), a na placu ma zostać estakada, parkingi i miejsca dla autobusów. Powstała jeszcze jedna koncepcja, ale zrealizowano wersję przygotowaną w 1971 roku, która zakładała niewielki ruch okrężny, a na środku parkingi i przystanki komunikacji miejskiej. Plac ten przez wiele następnych lat pełnił funkcję dużego dworca autobusowego. Układ ten uległ zmianie od maja 2010 roku, kiedy to rozpoczęto przebudowę kompleksu dworca. Parking oraz stanowiska autobusów komunikacji miejskiej przeniesiono do podziemnych kondygnacji. Terminal autobusowy zaczął funkcjonować od 2 lutego 2013 roku, a parking od 18 września 2013 roku.